# Danh sách nhà lãnh đạo nhà nước vào thế kỷ 18
Dưới đây là danh sách các nhà lãnh đạo nhà nước vào thế kỷ 18 (1701–1800) sau Công nguyên, ngoại trừ các nhà lãnh đạo trong Đế chế La Mã Thần thánh và các nhà lãnh đạo ở Nam Á thuộc Anh và các quốc gia tiền nhiệm của nó.

## Châu Phi

### Trung Phi
Angola
- Vương quốc Kasanje -

- Kiluanje kya Ngonga, Vua (Thập niên 1690 – Thập niên 1700)
- Kinguri kya Kasombe, Vua (Thập niên 1700)
- Kitumba kya Kalunga, Vua (Thập niên 1710)
- Kambamba ka Kinguri, Vua (Thập niên 1720)
- Kasanje ka Kiluanje, Vua (Thập niên 1730)
- Lubame lwa Kipungo, Vua (Khoảng 1739– Thập niên 1750)
- Ngunza a Kambamba, Vua (1750–1770)
- Lukala lwa Njinje, Vua (Đầu những năm 1770)
- Kalunga ka Luhame, Vua (giữa những năm 1770)
- Kitumba kya Wanga, Vua (cuối những năm 1770 - đầu những năm 1780)
- Kisweya kya Kambamba, Vua (những năm 1780)
- Kitamba kya Shiba, Vua (1785–1792)
- Malenge a Ngonga, Vua (1792 – 1810)

- Vương quốc Kongo -

- João II của Lemba, Awenekongo (1680–1716)
- Manuel của Lovata, Awenekongo (1678–1715)
- Pedro IV, Awenekongo (1695–1709), Manikongo (1709–1718)
- Manuel II, Manikongo (1718–1743)
- Garcia IV, Manikongo (1743–1752)
- Manuel II, Manikongo (1752 – sau 1758)
- Nicolau I, Manikongo (giữa thế kỷ 18)
- Afonso IV, Manikongo (giữa thế kỷ 18)
- António II, Manikongo (giữa thế kỷ 18)
- Sebastião I, Manikongo (? –1763)
- Pedro V, Manikongo (1763–1764)
- Álvaro XI, Manikongo (1764–1778)
- José I, Manikongo (1778–1785)
- Afonso V, Manikongo (1785–1787)
- Álvaro XII, Manikongo (1787–?)
- Alexio I, Manikongo (? –1793)
- Joaquim I, Manikongo (1793–1794)
- Henrique II, Manikongo (1794–1803)

- Vương quốc Matamba -

- Verónica I, (1681–1721)
- Afonso I, Vua (1721–1741)
- Ana II, (1741–1756)
- Verónica II, (1756–1758)
- Ana III, (1758–?)
- Francisco II, Vua (cuối thế kỷ 18)

- Angola thuộc Bồ Đào Nha -

Thuộc địa, 1575–1951
Để biết chi tiết, xem Vương quốc Bồ Đào Nha thuộc Tây Nam Châu Âu
Cameroon
- Fondom Bafut -

- Chunga, Vua (1677–1708)
- Ngwa Abi-Fu, Vua (1708–1752)
- Tumfong, Vua (1752–1799)
- Achirimbi I, Vua (1799–1852)

- Vương quốc Bamum -

- Koutou, Mfon (1672–1757)
- Mbouombouo, Mfon (1757–1814)

- Tộc Duala -

- Mapoka a Ngie, người cai trị (thế kỷ 17-18)
- Kuo a Mapoka, người cai trị (thế kỷ 18)
- George, Vua (fl.1788–90)
- Priso a Doo, Thủ lĩnh (cuối thế kỷ 18)
- Kwane a Ngie, Thủ lĩnh (cuối thế kỷ 18)
- Kwa a Kuo, người cai trị (18 - đầu thế kỷ 19)

Cộng hòa trung phi
Chad
- Vương quốc Hồi giáo Bagirmi -

- 'Abdul Qadir I, Mbangi (1680–1707)
- Bar, Mbangi (1707–1722)
- Wanja, Mbangi (1722–1736)
- Burkomanda II Tad Lele, Mbangi (1736–1741)
- Loel, Mbangi (1741–1751)
- Hajji Mohammed al'Amin, Mbangi (1751–1785)
- 'Abd ar-Rahman Gawrang, Mbangi (1785–1806)

- Đế quốc Wadai -

- Muhammad Salih Derret ibn Jawda, Kolak (1795–1803)

Cộng hòa Dân chủ Congo
- Vương quốc Kuba[1] –
  - KotomBoke, Nyim (thế kỷ 17 hoặc 18)
  - Golo Shanga, Nyim (thế kỷ 18)
  - Misha Mishanga Shanga, Nyim (thế kỷ 18)
  - Bokare Che, Nyim (thế kỷ 18)
  - Bushabun Che, Nyim (thế kỷ 18)
  - Koto Che, Nyim (thế kỷ 18)
  - Misha Pelenge Che, Nyim (thế kỷ 18)
  - Bope Pelenge, Nyim (thế kỷ 18)
  - Kata Mbula, Nyim (1776–1810)
- Vương quốc Luba ( danh sách đầy đủ ) -
Nkongolo Mwamba, muLopwe (? –1780) Ilunga Sungu , muLopwe (1780–1809)
- Đế chế Lunda ( danh sách đầy đủ ) -

Mbala I Yaav , Mwaant Yaav (c.1690 – c.1720) Mukaz Munying Kabalond , Mwaant Yaav (1720) Muteba I Kat Kateng , Mwaant Yaav (1720 – c.1750) Mukaz Waranankong , Mwaant Yaav (1750 - 1767) Nawej Mufa Muchimbunj , Mwaant Yaav (1767– c.1775) Cikombe Yaava , Mwaant Yaav (1775 – c.1800)
Congo, Cộng hòa
- Vương quốc Loango -

- N'Gangue M'voumbe Nombo, Vua (? –1766)
- N'Gangue M'voumbe Makosso, Vua (1773–1787)

Equatorial Guinea
- Guinea thuộc Tây Ban Nha -

Thuộc địa, 1778–1968
Để biết chi tiết, xem Tây Ban Nha ở Tây Nam Châu Âu
Gabon
- Vương quốc Orungu -

- Reto Ndongo, Người sáng lập (1700–?)
- Ndébulia Mburu, Agamwinboni (1730–?)
- Rénjangué Ndongo, Agamwinboni (? –1750)
- Rénkondjé, Agamwinboni (1750)
- Ngwèrangu'Iwono, Agamwinboni (1750–1790)
- Ndombe, Agamwinboni (1790)
- Rénwombi "Mpolo", Agamwinboni (1790–1810)

São Tomé và Príncipe
- São Tomé và Príncipe thuộc Bồ Đào Nha -

Thuộc địa, 1470–1951
Để biết chi tiết, hãy xem Vương quốc Bồ Đào Nha thuộc Tây Nam Châu Âu

### Đông Phi
Great Lakes
Burundi
- Vương quốc Burundi –

- Ntare I, Vua (1680–1709)
- Mwezi III, Vua (1709–1739)
- Mutaga III, Vua (1739–1767)
- Mwambutsa I, Vua (1767–1796)
- Ntare IV, Vua (1796–1850)

Kenya
- Sultanate Mombasa –

- ‘Ali ibn Uthman al-Mazru‘i, Sultan (1746–1755)
- Masud ibn Naisr al-Mazru‘i, Sultan (1755–1773)
- Abdallah ibn Muhammad al-Mazru‘i, Sultan (1773–1782)
- Ahmad ibn Muhammad al-Mazru‘i, Sultan (1782–1811)

- Đảo Pate: Vương triều Nabahani –

- Bwana Mkuu, Mfalume (1688–1713)
- Bwana Tamu, Mfalume (1713–?)
- Fumo Madi ibn Abi Bakr, Mfalume (1779–1809)

Rwanda
- Vương quốc Rwanda –

- Cyilima II Rujugira, Vua (1675–1708)
- Kigeli III Ndabarasa, Vua (1708–1741)
- Mibambwe III Mutabazi II Sentabyo, Vua (1741–1746)
- Yuhi IV Gahindiro, Vua (1746–1802)

Nam Sudan
- Vương quốc Shilluk –

- Tugø, Rädh (1690–1710)
- Nyokwejø, Rädh (1780–1820)

Tanzania
Uganda
- Ankole –

- Macwa, Omugabe (1727–1755)
- Rwabirere, Omugabe (1755–1783)
- Kahaya I, Omugabe (1783–?)

- Buganda –

- Kayemba, Kabaka (1690–1704)
- Tebandeke, Kabaka (1704–1724)
- Ndawula, Kabaka (1724–1734)
- Kagulu, Kabaka (1734–1736)
- Kikulwe, Kabaka (1736–1738)
- Mawanda. (1738–1740)
- Mwanga I, Kabaka (1740–1741)
- Namuggala, Kabaka (1741–1750)
- Kyabaggu, Kabaka (1750–1780)
- Jjunju, Kabaka (1780–1797)
- Semakookiro, Kabaka (1797–1814)

- Bunyoro –

- Kyebambe II, Omukama
- Olimi III, Omukama (c.1710–1731)
- Duhaga, Omukama (1731–c.1782)
- Olimi IV, Omukama (c.1782–1786)
- Nyamutukura Kyebambe III, Omukama (1786–1835)

Khu vực Sừng Châu Phi
Djibouti
Eritrea
Ethiopia
- Đế quốc Ethiopia –

Vương triều Solomonic
- Iyasu I, Hoàng đế (1682–1706)
- Tekle Haymanot I, Hoàng đế (1706–1708)
- Tewcủa los, Hoàng đế (1708–1711)
- Yostos, Hoàng đế (1711–1716)
- Dawit III, Hoàng đế (1716–1721)
- Bakaffa, Hoàng đế (1721–1730)
- Iyasu II, Hoàng đế (1730–1755)
- Iyoas I, Hoàng đế (1755–1769)

Zemene Mesafint
- Yohannes II, Hoàng đế (1769)
- Tekle Haymanot II, Hoàng đế (1769–1770)
- Susenyos II, Hoàng đế (1770)
- Tekle Haymanot II, Hoàng đế (1770–1777)
- Salomon II, Hoàng đế (1777–1779)
- Tekle Giyorgis I, Hoàng đế (1779–1784)
- Iyasu III, Hoàng đế (1784–1788)
- Tekle Giyorgis I, Hoàng đế (1788–1789)
- Hezqeyas, Hoàng đế (1789–1794)
- Tekle Giyorgis I, Hoàng đế (1794–1795)
- Baeda Maryam II, Hoàng đế (1795)
- Tekle Giyorgis I, Hoàng đế (1795–1796)
- Salomon III, Hoàng đế (1796–1797)
- Yonas, Hoàng đế (1797–1798)
- Tekle Giyorgis I, Hoàng đế (1798–1799)
- Salomon III, Hoàng đế (1799)
- Demetros, Hoàng đế (1799–1800)
- Tekle Giyorgis I, Hoàng đế (1800)
- Demetros, Hoàng đế (1800–1801)

- Vương quốc Hồi giáo Aussa –

- Kadhafo, Sultan (1734–1749)
- Kadhafo Mahammad ibn Kadhafo, Sultan (1749–1779)
- Aydahis ibn Kadhafo Mahammad, Sultan (1779–1801)

- Vương quốc Garo[2] –

- Leliso, Tato (1690–1720)
- Wako, Tato (1720–1740)
- Malko, Tato (1740–1760)
- Gabito, Tato (1760–1780)
- Chaso, usurper Tato, (1780–1790)
- Dukamo, Tato (1790–1845)

- Vương quốc Gomma[3] –

- Mijyu, Moti (?–c.1820)
- Abba Manno, Moti (c.1820–c.1840)

- Vương quốc Gumma[4] –

- Adam, Moti, Người sáng lập (cuối thế kỷ 18)
- Oncho, Moti (c.1795)

- Tiểu vương quốc Harar –

- Ṭalḥa ibn ʿAbdullah, Emīr (1700–1721)
- Abūbakar ibn ʿAbdullah, Emīr (1721–1732)
- Khalaf ibn Abūbakar, Emīr (1732–1733)
- Ḥāmid ibn Abūbakar, Emīr (1733–1747)
- Yūsuf ibn Abūbakar, Emīr (1747–1755)
- Aḥmed ibn Abūbakar, Emīr (1755–1782)
- Maḥamed ibn Yūsuf, Emīr (1782–1783)
- `Abd al-Shakur ibn Yusuf, Emīr (1783–1794)
- Ahmad II ibn Muhammad, Emīr (1794–1821)

- Vương quốc Jimma –

- Abba Faro, Moti (cuối thế kỷ 18)
- Abba Magal, Moti (c.1800)

- Vương quốc Kaffa[5] –

- Gali Ginocho hay Tan Ginok, Vua (1675–1710)
- Gaki Gaocho hay Otti Sheroch, Vua (1710–1742)
- Gali Gaocho hay Kanechoch, Vua (1742–1775)
- Shagi Sherocho hay Gali Keffoch, Vua (1775–1795)
- Beshi Ginocho hay Kaye Sheroch, Vua (1795–1798)
- Hoti Gaocho hay Beshi Sheroch, Vua (1798–1821)

- Ennarea[6] –

- Shisafocho, Hinnare-tato (đầu thế kỷ 18)
- Sacho Nechocho, Hinnare-tato (c.1750)
- Tekle Sachi, Hinnare-tato (cuối thế kỷ 18)

- Vương quốc Welayta : Vương triều Tigre[7] –

- Kote, Kawa (thế kỷ 18)
- Libana, Kawa (thế kỷ 18)
- Tube, Kawo (?–1761)
- Ogatto, Kawa (1761–1800)
- Amado, Kawa (1800–1835)

Somalia (bao gồm Somaliland)

- Vương triều Gobroon –

- Ibrahim Adeer, Sultan (cuối thế kỷ 17 - giữa thế kỷ 18)
- Mahamud Ibrahim, Sultan (giữa thế kỷ 18 – 1828)

- Vương quốc Hồi giáo Isaaq –

- Guled Abdi, Sultan (~1750s-1808)

Indian Ocean
Comoros
- Sultanate Ndzuwani –

- Alimah III, Sultan (c.1676–c.1711)
- Salim của Johanna, Sultan (c.1711–c.1741)
- Saidi Ahamd, Sultan (c.1741–c.1782)
- Abdallah I (Alimiah), người cai trị trên thực tế (c.1782–c.1788)
- Halimah IV, Sultan (c.1788–c.1792)
- Abdallah I (Alimiah), người cai trị trên thực tế (c.1792–c.1796)
- Alawi bin Husain, Sultan (1796–1816)

Madagascar
- Vương quốc Boina –

- Andriamandisoarivo (Tsimanata), Vua (c.1690–1720)
- Andrianamboniarivo (Toakafa), Vua (c.1720–1730)
- Andriamahatindriarivo, Vua (c.1730–1760)
- Andrianahilitsy, Vua (c.1760–1767)
- Andrianiveniarivo, Vua (1767–1770)
- Andrianihoatra, Vua (1770–1771)
- Andrianikeniarivo, Vua (1771–1777)
- Andrianaginarivo, (1777–1778)
- Tombola, (1778)
- Ravahiny, (c.1778–1808)

- Vương quốc Merina –

- Andriamasinavalona, Vua (1675–1710)
- Andriantsimitoviaminiandriana Andriandrazaka, Vua (1710–1730)
- Andriambelomasina, Vua (1730–1770)
- Andrianjafynandriamanitra, Vua (1770–1787)
- Andrianampoinimerina, Vua (1787–1810)

Mauritius
- Isle de France –

Thuộc địa của Pháp, 1715–1810
Seychelles

### Trung tâm Bắc Phi
Libya
- Ottoman Tripolitania –

- Ahmed I, Pasha (1711–1745)
- Mehmed, Pasha (1745–1754)
- Ali I, Pasha (1754–1793)
- Ali Burghul, Pasha (1793–1795)
- Ahmed II, Pasha (1795)
- Yusuf Karamanli, Pasha (1795–1832)

Tunisia
- Ottoman Tunisia –

- Ibrahim Sharif, Bey (1702–1705)

- Beylik của Tunis –

- Al-Husayn I ibn Ali, Bey (1705–1735)
- Abu l-Hasan Ali I, Bey (1735–1756)
- Muhammad I ar-Rashid, Bey (1756–1759)
- Ali II ibn Hussein, Bey (1759–1782)
- Hammuda ibn Ali, Bey (1782–1814)

### Đông Bắc
Ai Cập
Sudan
- Vương quốc Hồi giáo Darfur –

- Ahmad Bukr, Sultan đầu thế kỷ 18–c.1730)
- Muhammad Dawra, Sultan (c.1730–?)
- Umar Lel, Sultan (?–c.1752/3)
- Abu'l Qasim, Sultan (c.1752/3–?)
- Muhammad Tayrab, Sultan (?–1785/6)
- Abd al-Rahman, Sultan (1785/6–c.1801)

- Vương quốc Hồi giáo Funj –

- Badi III, Sultan (1692–1716)
- Unsa III, Sultan (1719–1720)
- Nul, Sultan (1720–1724)
- Badi IV, Sultan (1724–1762)

- Hamaj Regency của Funj Sultanate

- Sultans –

- Nasir, Sultan (1762–1769)
- Isma'il, Sultan (1768–1776)
- Adlan II, Sultan (1776–1789)
- Awkal, Sultan (1787–1788)
- Tayyib II, Sultan (1788–1790)
- Badi V, Sultan (1790)
- Nawwar, Sultan (1790–1791)
- Badi VI, Sultan (1791–1798)
- Ranfi, Sultan (1798–1804)

- Nhiếp chính –

- Muhammad Abu Likayik, Nhiếp chính (1762/69–1775/6)
- Badi walad Rajab, Nhiếp chính (1775/6–1780)
- Rajab, Nhiếp chính (1780–1786/7)
- Nasir, Nhiếp chính (1786/7–1798)
- Idris wad Abu Likayik, Nhiếp chính (1798–1804)

- Taqali –

- Muhammad wad Jayli, Mukūk (c.1750)
- Umar I–1783, Mukūk (?–1783)
- Ismail I, Mukūk (1783–1800)
- Abakr I, Mukūk (1800–1820)

### Tây Bắc
Algeria
- Algérie thuộc Ottoman –

Nhà nước chư hầu, 1671–1830
- Hadji Mustapha, Dey (1700–1710)
- Deli Ibrahim, Dey (1710)
- Ali Chauch, Dey (1710–1718), Pasha, (1718)
- Muhammad III ben Hassan, Pasha-Dey (1718–1724)
- Abdy Pasha, Pasha-Dey (1724–1732)
- Ibrahim ben Ramdan, Pasha-Dey (1732–1745)
- Kutchuk Ibrahim, Pasha-Dey (1745–1748)
- Muhammed IV, Pasha-Dey (1748–1754)
- Baba Ali II, Pasha-Dey (1754–1766)
- Muhammad V ben Othman, Pasha-Dey (1766–1791)
- Baba Hassan, Pasha-Dey (1791–1799)

Morocco
- Maroc : Vương triều Alaouite –

- Ismail Ibn Sharif, Sultan (1672–1727)
- Abu'l Abbas Ahmad, Sultan (1727–1728, 1728–1729)
- Abdalmalik, Sultan (1728)
- Ali, Sultan (1734–1736)
- Mohammed II, Sultan (1736–1738)
- Zin al-Abidin, Sultan (1741)
- Al-Mostadi, Sultan (1738–1740, 1742–1743, 1747–1748)
- Abdallah, Sultan (1729–1734, 1736–1736, 1740–1741, 1741–1742, 1743–1747, 1748–1757)
- Mohammed III, Sultan (1757–1790)
- Yazid, Sultan (1790–1792)
- Slimane, Sultan (1792–1822)

### Nam
Botswana
Eswatini/ Swaziland
- Vương quốc Eswatini (Swaziland)

- Vua –

- Ngwane III, Vua (1745–1780)
- Ndvungunye, Vua (1780–1815)

- tiNdlovukati –

- LaYaka Ndwandwe, Ndlovukati (1745–1780), Nữ hoàng Nhiếp chính(1780)
- Lomvula Mndzebele, Ndlovukati (1780–1815), Nữ hoàng Nhiếp chính(1815)

Lesotho
Malawi
Mozambique
- Mozambique thuộc Bồ Đào Nha –

Thuộc địa, 1498–1972
Namibia
- Gciriku–

- Shimwemwe, ruler (1785–1805)

Nam Phi
- Vương quốc Zulu –

(Tập niên 1700–1897)
- Senzangakhona kaJama, Vua (1781–1816)

- Thuộc địa Cape của Hà Lan –

Thuộc địa của Anh, 1795–1803
- Thuộc địa Cape –

Thuộc địa của Anh, 1795–1910
Zambia
- Kazembe –

- Lukwesa Ilunga, Mwata (1760–1805)

Zimbabwe
- Vương quốc Mutapa –

- Nyamaende Mhande, Mwenemutapa (1694–1707)
- Nyenyedzi Zenda, Mwenemutapa (1707–1711)
- Baroma Mugwagwa, Mwenemutapa (1711–1712)

trở thành chư hầu của Rozwi (1712)
- Samatambira Nyamhandu I, Mwenemutapa (1712–1723)

độc lập từ Rozwi (1720)
- Samatambira Nyamhandu I, Mwenemutapa (1723–1735)
- Nyatsusu, Mwenemutapa (1735–1740)
- Dehwe Mapunzagutu, Mwenemutapa (1740–1759)

- Đế chế Rozvi –

- Changamire Negamo, Vua (c.1700–1710)
- Chirisamuru, Vua (c.1712–1788)
- Changamire Dhafa, Vua (c.1790–1824)

### Tây
Benin
- Vương quốc Benin –

- Ore-Oghene, Oba (1689–1701)
- Ewuakpe, Oba (1701–1712)
- Ozuere, Oba (1712–1713)
- Akenzua I, Oba (1713–1740)
- Eresoyen, Oba (1740–1750)
- Akengbuda, Oba (1750–1804)

- Dahomey –

- Akaba, Vua (1685–1716)
- Hangbe, Vua (1716–1718)
- Agaja, Vua (1718–1740)

Vassal của Đế chế Oyo, 1740–1823
- Tegbessou, Vua (1740–1774)
- Kpengla, Vua (1774–1789)
- Agonglo, Vua (1789–1797)
- Adandozan, Vua (1797–1818)

- Hogbonu –

- Té-Agbanlin, Ahosu (1688–1729)
- Hiakpon, Ahosu (1729–1739)
- Lokpon, Ahosu (1739–1746)
- Hude, Nữ hoàng (1746–1752)
- Messe, Ahosu (1752–1757)
- Huyi, Ahosu (1757–1761)
- Gbeyon, Ahosu (1761–1765)
- Ayikpe, Ahosu (1775–1783)
- Ayaton, Ahosu (1783–1794)
- Huffon, Ahosu (1794–1807)

- Ketu (Benin) –

- Ajibolu, Oba (1795–1816)

Burkina Faso
- Vương quốc Koala –

- Balibagini, Vua (c.1718–c.1722)
- Baadindiye, Vua (?)
- Alfa, Vua (?)
- Koro, Vua (?)
- Paamba, Vua (c.1763–c.1781)
- Yembrima, Vua (?)
- Baalisongi, Vua (?)

- Vương quốc Mossi Gwiriko –

- Famaghan Wattara, người cai trị (1714–1729)
- Famaghan dan Tyeba, người cai trị (1729–1742)
- Kere Massa Wattara, người cai trị (1742–1749)
- Magan Wule Wattara, người cai trị (1749–1809)

- Vương quốc Mossi của Liptako –

- Brahima bi Saydu, Ja-oro (1758–1810)

- Vương quốc Mossi của Nungu –

- Lissoangui, Nunbado (1684–1709)
- Yendabri, Nunbado (1709–c.1736)
- Yembrima, Nunbado (1736–1791)
- Baahamma, Nunbado (1791–1822)

- Mossi Vương quốc Wogodogo –

- Naaba Dulugu, Moogo-naaba (1783–1802)

- Vương quốc Mossi của Yatenga –

- Naaba Yadega, Yatenga naaba (thế kỷ 18)
- Naaba Yolomfaogoma, Yatenga naaba (thế kỷ 18)
- Naaba Kourita, Yatenga naaba (thế kỷ 18)
- Naaba Geda, Yatenga naaba (thế kỷ 18)
- Naaba Wobgho I, Yatenga naaba (thế kỷ 18)
- Naaba Kango, Yatenga naaba (1754–1787)
- Rima Naaba Saaga, Yatenga naaba (1787–1803)

Cape Verde
- Cape Verde thuộc Bồ Đào Nha –

Thuộc địa 1462–1951
Gambia
Ghana
- Đế quốc Ashanti –

- Osei K của i Tutu I, Asantehene (1675/80–1717)
- Amaniampon, Nhiếp chính (1717–1720)
- Opoku Ware I, Asantehene (1720–1750)
- Kusi Oboadum, Asantehene (1750–1764)
- Safo Kantanka, Nhiếp chính (1764)
- Osei Kwadwo Okoawia, Asantehene (1764–1777)
- Atakora Kwame, Nhiếp chính (1777)
- Osei Kwame Panyin, Asantehene (1777–1803)

- Denkyira –

- Ntim Gyakari, Denkyirahene (1695–1701)

Guinea
- Futa Jallon –

- Karamokho Alfa, Almami (1725–1751)
- Ibrahim Sori, Almami (1751–1784)
- Sa'id, Almami (1784–1797/8)

Guinea-Bissau
- Guiné thuộc Bồ Đào Nha –

Thuộc địa, 1474–1951
Bờ Biển Ngà
- Gyaaman –
  - Biri Kofi Panyin, Gyaamanhene (? –1720)
  - Abo Kofi, Gyaamanhene (1720–1746)
  - Kofi Sono, Gyaamanhene (1746–1760)
  - Agyeman, Gyaamanhene (1760–1790)
  - Biri Kofi Kadyo, Gyaamanhene (1790–1810)
- Đế quốc Kong –

- Seku Wattara, Quốc vương (1710–1735)

Liberia
Mali
- Đế chế Bamana –

- Bitòn Coulibaly, Faama (1712–1755)
- Dinkoro Coulibaly, Faama (1755–1757)
- Ali Coulibaly, Faama (1757–c.1759)
- Ngolo Diarra, Faama (1766–1795)
- Mansong Diarra, Faama (1795–1808)
- Da Monzon Diarra, Faama (1808–?)

Mauritania
Niger
- Vương quốc Hồi giáo Damagaram –

- Mallam, Sultan (1731–1746)
- Baba dan Mallam, Sultan (1746–1757)
- Tanimoun Babani, Sultan (1757–1775)
- Assafa dan Tanimoun, Sultan (1775–1782)
- Abaza dan Tanimoun, Sultan (1782–1787)
- Mallam Babou Saba, Sultan (1787–1790)
- Daouda dan Tanimoun, Sultan (1790–1799)
- Ahmadou dan Tanimoun, Sultan (1799–1812)

- Vương quốc Dendi: Vương triều Askiya –

- El Hadjj Hanga, Askiya (?–1761)
- Samsou-Béri, Askiya (1761–1779)
- Hargani, Askiya (1779–1793)
- Samsou Keïna, Askiya (1793–1798)
- Fodi Maÿroumfa, Askiya (1798–1805)

- Vương quốc Dosso –

- Zarmakoy Aboubacar, Vua (1750–?)
- Zarmakoy Laouzo, Vua (?)

Nigeria
- Akwa Akpa [19] –
  - Ekpenyong Offiong Okoho, Vua (1786–1805)
- Vương quốc Bonny –

Sau đây là những người cai trị độc lập của Okoloama.
- Awusa "Halliday", Vua (1759–1760)
- Perekule I, Vua (1760–?)
- Fubara Manilla Pepple, Vua (?–1792)
- Opubo Annie Pepple Đại đế, Vua (1792–1828)

- Đế chế Kanem–Bornu: Vương triều Sayfawa [21]

- Dunama VII, Mai (1696–1715)
- Hamdan, Mai (1715–1729)
- Muhammad VII của Bornu, Mai (1729–1744)
- Dunama VIII Gana, Mai (1744–1447)
- Ali III, Mai (1747–1792)
- Ahmad, Mai (1792–1808)

- Gobir –

- Bawa, Sultan (1777–1795)
- Yakubu, Sultan (1795–1801)

- Sultanate của Kano –

- Dadi, Sultan (1670–1703)
- Muhammad Sharif, Sultan (1703–1731)
- Kumbari, Sultan (1731–1743)
- al-Hajj Kabe, Sultan (1743–1753)
- Yaji II, Sultan (1753–1768)
- Baba Zaki, Sultan (1768–1776)
- Daud Abasama II, Sultan (1776–1781)
- Muhammad al-Walid, Sultan (1781–1805)

- Lagos –

- Ashipa, Oba (c.1682–1716)
- Ado, Oba (1716–1755)
- Gabaro, Oba (1755–1760)
- Akinsemoyin, Oba (c.1760–1775)
- Eletu Kekere, Oba (c.1775–1780)
- Ologun Kutere, Oba (1780–1801) or until 1803

- Nembe Kingdom –

- Mingi I, Vua (1745–1766)
- Ikata Mingi II, Vua (1766–1788)
- Gboro Mingi III, Vua (1788–1800)
- Kuko Mingi IV, Vua (1800–1832)

- Vương quốc Nri –

- Ezimilo, Eze Nri (1701–1723)
- Èwenétem, Eze Nri (1724–1794)
- Ènweleána I, Eze Nri (1795–1886)

- Oyo Empire –

- Ayibi, Alaafin (17th century or 18th century)
- Osiyago, Alaafin (early 18th century)
- Ojigi, Alaafin (c.1728–1730)
- Gberu, Alaafin (c.1730–1746)
- Amuniwaiye, Alaafin (1746)
- Onisile, Alaafin (1746–1754)
- Labisi, Alaafin (1754)
- Awonbioju, Alaafin (1754)
- Agboluaje, Alaafin (1754)
- Majeogbe, Alaafin (1754–1770)
- Abiodun, Alaafin (c.1770–1789)
- Awole Arogangan, Alaafin (1789–1796)
- Adebo, Alaafin (1796–1888)

- Yauri Emirate –

- Muhammadu Dan Ayi dan Ahmadu Jerabana Albishir, Emir (1799–1829)

Senegal
- Vương quốc Jolcủa –

- Bakar Penda, Buur-ba (1670–1711)
- Bakan-Tam Gan, Buur-ba (1711–1721)
- al-Buri Dyakher, Buur-ba (1721–1740)
- Birayamb, Buur-ba (1740–1748)
- Birawa Keme, Buur-ba (1748–1750)
- Lat-Kodu, Buur-ba (1750–1755)
- Bakaa-Tam Buri-Nyabu, Buur-ba (1755–1763)
- Mba Kompass, Buur-ba (1763–1800)
- Mba Buri-Nyabu, Buur-ba (1800–1818)

- Cayor –

- Lat Sukabe, Damel (1697–1719)
- Isa-Tende, Damel (1719–1748)
- Isa Bige, Damel (1748–1749)
- Ma-Bathio Samb, Damel (1749–1757)
- Birima Kodu, Damel (1757–1758)
- Isa Bige, Damel (1758–1759)
- Birima Yamb, Damel (1759–1760)
- Isa Bige Nagone, Damel (1760–1763)
- Jor Yasin Isa, Damel (1763–1766)
- Kodu Kumba, Damel (1766–1777)
- Birima Fatim-Penda, Damel (1777–1790)
- Amari Ngone Ndèla Kumba Fal, Damel (1790–1809)

- Imamate của Futa Toro –

- Abdelkedir, Almaami (1776–1804)

- Waalo –

- Naatago Aram Bakar, Vua (1674–1708)
- Njak Aram Bakar Teedyek, Vua (1708–1733)
- Yerim Nadate Bubu, Vua (1733–1734)
- Meu Mbody Kumba Khedy, Vua (1734–1735)
- Yerim Khode Fara Mboj, Vua (1735–1736)
- Njak Xuri Yop, Vua (1736–1780)
- Fara Penda Teg Rel, Vua (1780–c.1795)
- Njak Kumba Xuri Yay Mboj, Vua (1795–1805)

Sierra Leone
- Vương quốc Koya –

- Naimbanna I, Bai (1680–1720)
- Naimbanna II, Bai (1720–1793)
- Farima IV, Bai (1793–1807)

Togo

## Châu Mỹ

### Caribe
Antigua
- Colonial Antigua –

Thuộc địa của Anh, 1632–1981
The Bahamas
- Thuộc địa Bahamas –

Thuộc địa của Anh, 1648–1973
Barbados
- Thuộc địa Barbados –

Thuộc địa của Anh, 1625–1966
Cuba
- Thuộc địa Cuba –

Thuộc địa Tây Ban Nha, 1607–1898
Dominica
- Dominica thuộc Pháp –

Thuộc địa của Pháp, 1715–1763
- Dominica thuộc Anh –

Thuộc địa Anh, 1763–1978
Saint Vincent và Grenadines
- Colonial Saint Vincent và Grenadines –

Thuộc địa Anh, 1763–1979
Haiti
- Saint-Domingue –

Thuộc địa của Pháp, 1625–1804
Hà Lan
- Curaçao và các đảo phụ cận –

Thuộc địa của Hà Lan 1634–1828, 1845–1954
Saint Lucia
- Saint Lucia thuộc Pháp –

Thuộc địa của Pháp, 1762–1802
Trinidad và Tobago
- Thuộc địa Trinidad và Tobago –

Thuộc địa của Anh, 1797–1962

### Trung Mỹ
Belize
- Khu định cư Sông Đen –

Thuộc địa của Anh, 1749–1862
Guatemala
- Vương quốc Guatemala –

Thuộc địa Tây Ban Nha, 1609–1821
Nicaragua
- Bờ biển Miskito –

- Jeremy I, Vua (1687–1718)
- Jeremy II, Vua (1718–1729)
- Peter I, Vua (1729–1739)
- Edward I, Vua (1739–1755)
- George I, Vua (1755–1776)
- George II Frederic, Vua (1776–1801)

### Bắc Mỹ
Canada
- Canada (Tân Pháp) –

Thuộc địa của Pháp, 1535–1763
- Thuộc địa Newfoundland –

Thuộc địa của Anh, 1610–1907
- Thuộc địa Quebec –

Thuộc địa của Anh, 1763–1791
- Thượng Canada –

Thuộc địa của Anh, 1791–1841
- Hạ Canada –

Thuộc địa của Anh, 1791–1841
Mexico
- Viceroyalty của Tân Tây Ban Nha –

Thuộc địa Tây Ban Nha, 1521–1821
Hoa Kỳ
- Hoa Kỳ: Đệ Nhị Quốc hội Lục địa: Tổng Thống –

- John Hancock, Tổng thống (1775–1777)
- Henry Laurens, Tổng thống (1777–1778)
- John Jay, Tổng thống (1778–1779)
- Samuel Huntington, Tổng thống (1779–1781)

- Hoa Kỳ: Điều khoản Hợp bang: Tổng Thống –

- Samuel Huntington, Tổng thống (1781)
- Thomas McKean, Tổng thống (1781)
- John Hanson, Tổng thống (1781–1782)
- Elias Boudinot, Tổng thống (1782–1783)
- Thomas Mifflin, Tổng thống(1783–1784)
- Richard Henry Lee, Tổng thống (1784–1785)
- John Hancock, Tổng thống (1785–1786)
- Nathaniel Gorham, Tổng thống (1786)
- Arthur St. Clair, Tổng thống (1787)
- Cyrus Griffin, Tổng thống (1788)

- Hoa Kỳ: Hiến pháp Hoa Kỳ: Tổng thống Hoa Kỳ –

- George Washington, Tổng thống (1789–1797)
- John Adams, Tổng thống (1797–1801)

- Quốc gia Cherokee –

- Little Turkey, Đệ nhất Tù trưởng (1788–1794), Thống đốc (1794–1801)

- Bang Muskogee –

- William Augustus Bowles, Tổng đốc (1799–1803)

- Cộng hòa Vermont –

- Joseph Marsh, Thống đốc (1778–1779, 1790–1791)
- Moses Robinson, Thống đốc (1779–1790)

### Nam Mỹ
Argentina
- Phó vương quốc Río de la Plata –

Thuộc địa Tây Ban Nha, 1776–1814
Brazil
- Thuộc địa Brasil –

Thuộc địa của Bồ Đào Nha, 1500 / 1534–1808
Chile
- Phó vương quốc Tân Granada –

Thuộc địa Tây Ban Nha, 1541–1818
Colombia
- Viceroyalty của New Granada –

Thuộc địa Tây Ban Nha, 1717–1723, 1739–1810, 1815–1821
Peru
- Phó vương quốc Peru –

Thuộc địa Tây Ban Nha, 1542–1824
Suriname
- Thuộc địa Surinam –

Thuộc địa của Anh, 1650–1667
- Thuộc địa Surinam –

Thuộc địa của Hà Lan 1667–1954

## Châu Á

### Trung Á
Kazakhstan
- Hãn quốc Chuẩn Cát Nhĩ –

- Tsewang Arabtan, Khong Tayiji (1694–1727)
- Galdan Tseren, Khong Tayiji (1727–1745)
- Tsewang Dorji Namjal, Khong Tayiji (1746–1749)
- Lama Dorji, Khong Tayiji (1750–1753)
- Dawachi, Khong Tayiji (1752–1755)
- Amursana, Người cai trị (c.1755–1757)

- Hãn quốc Kazakh –

- Tauke, Khan (1680–1718)

- Tiểu zhuz –

- Abul Khair, Khan (1718–1748)
- Nuraly, Khan (1748–1786)
- Eraly, Khan (1791–1794)
- Esim, Khan (1795–1797)
- Aishuaq, Khan (1797–1805)

- Trung zhuz –

- Sameke, Khan (1719–1734)
- Abilmambet, Khan (1734–1771)
- Ablai, Khan (1771–1781)
- Uali, Khan (1781–1819)

Tajikistan
- Yarkent Khanate, Tây Moghulistan –

- Akbash, Khan (1695–1705)

Tây Tạng
- Hãn quốc Hòa Thạc Đặc của Tây Tạng

- Khan –

- Lha-bzang, Khan (1697–1717)

- Đạt Lai Lạt Ma –

- Tsangyang Gyatso, Đạt Lai Lạt Ma thứ 6 (1697–1706)

- Tây Tạng thuộc Thanh (Danh sách hoàng đế nhà Thanh / Danh sách các Đức Đạt Lai Lạt Ma) –

Sự thống trị của người Mãn Châu, 1720–1912
Để biết chi tiết, xem triều đại Nhà Thanh ở Đông Á
Uzbekistan
- Khanate của Bukhara –

- Subhan Quli, Khan (1680–1702)
- Ubaidullah, Khan (1702–1711)
- Abu'l-Faiz, Khan (1711–1747)
- Muhammad Abd al-Mumin, Khan (1747–1748)
- Muhammad Ubaidullah II, Khan (1748–1753, nominal)
- Muhammad Rahim (usurper), atalik (1753–1756), Khan (1756–1758)
- Shir Ghazi, Khan (1758-?)
- Abu'l Ghazi, Khan (1758–1785)

- Tiểu Vương quốc Bukhara –

- Shah Murad bin Daniyal Bey, Amir (1785–1800)

- Hãn quốc Kokand –

- Shahrukh Bey, Khan (1709–1721)
- Abdul Rahim Bey, Khan (1721–1733)
- Abdul Kahrim Bey, Khan (1733–1750)
- Abdurakhman-Batir, Khan (1750)
- Irdana, Khan (1750–1752)
- Bobobek, Khan (1752–1753)
- Irdana, Khan (1753–1764)
- Suleiman Bey, Khan (1764)
- Shahruhk III, Khan (1764)
- Narbuta Bey, Khan (1764–1801)

- Hãn quốc Khiva –

- Ishaq Agha Shah Niyaz, Khan (1698–1701)
- Awrang II, Khan (1701–1702)
- rShakhbakht Khan, Khan (1702-03)
- Sayyid Ali Khan, Khan (1703)
- Musa, Khan (1702–1712)
- Yadigar I, Khan (1712–1713)
- Awrang III, Khan (1713–c.1714)
- Haji Muhammad II, Khan (c.1714)
- Shir Ghazi, Khan (1714–1727)
- Sarigh Ayghir, Khan (1727)
- Bahadur, Khan (1727–1728)
- Ilbars II, Khan (1728–1740)
- Tahir, Khan (1740–1742)
- Nurali I, Khan (1742)
- Abu Muhammad, Khan (1742)
- Abu al-Ghazi II Muhammad, Khan (1742–1747)
- Ghaib, Khan (Kaip Khan), Khan (1747–1758)
- Abdullah Qara Beg, Khan (1758)
- Timur Ghazi, Khan (1758–1764)
- Tawke, Khan (1764–1766)
- Shah Ghazi, Khan (1766–1768)
- Abu al-Ghazi III, Khan (1768–1769)
- Nurali II, Khan (1769)
- Jahangir, Khan (1769–1770)
- Bölekey, Khan (1770)
- Aqim, Khan (1770–1771, 1772–1773)
- Abd al-Aziz, Khan (1771)
- Artuq Ghazi, Khan (1772)
- Abdullah, Khan (1772)
- Aqim, Khan (1770–1771, 1772–1773)
- Yadigar II, Khan (1773–1775, 1779–1781, 1783–1790)
- Abu'l Fayz, Khan (1775–1779)
- Yadigar II, Khan (1773–1775, 1779–1781, 1783–1790)
- Pulad Ghazi, Khan (1781–1783)
- Yadigar II, Khan (1773–1775, 1779–1781, 1783–1790)
- Abu al-Ghazi IV, Khan (1790–1802)

- Hãn quốc Kalmyk –

- Ayuka, Khan (1672–1723)
- Tseren Donduk, Khan (1723–1735)
- Donduk Ombo, Khan (1735–1741)
- Donduk Dashi, Khan (1741–1761)
- Ubashi, Khan (1761–1771)
- Dodbi, Khan (1771–1781)
- As Saray, Khan (1781)

### Đông Á
Trung Quốc: triều đại nhà Thanh
- Nhà Thanh (Danh sách hoàng đế nhà Thanh|Danh sách đầy đủ) –

- Khang Hi, Hoàng đế (1661–1722)
- Ung Chính, Hoàng đế (1722–1735)
- Càn Long, Hoàng đế (1735–1796)
- Gia Khánh, Hoàng đế (1796–1820)

Nhật Bản
- Mạc phủ Tokugawa

- Thiên hoàng (Danh sách Thiên hoàng|Danh sách đầy đủ) –

- Higashiyama, Thiên hoàng (1687–1709)
- Nakamikado, Thiên hoàng (1709–1735)
- Sakuramachi, Thiên hoàng (1735–1747)
- Momozono, Thiên hoàng (1747–1762)
- Go-Sakuramachi, Thiên hoàng (1762–1771)
- Go-Momozono, Thiên hoàng (1771–1779)
- Kōkaku, Thiên hoàng (1780–1817)

- Shōgun (Mạc phủ Tokugawa) –

- Tokugawa Tsunayoshi, Shōgun (1680–1709)
- Tokugawa Ienobu, Shōgun (1709–1712)
- Tokugawa Ietsugu, Shōgun (1713–1716)
- Tokugawa Yoshimune, Shōgun (1716–1745)
- Tokugawa Ieshige, Shōgun (1745–1760)
- Tokugawa Ieharu, Shōgun (1760–1786)
- Tokugawa Ienari, Shōgun (1787–1837)

- Vương quốc Lưu Cầu: Nhà Shō Đệ nhị –

Nhà nước chư hầu của Miền Satsuma, 1609–1872
- Shō Tei, Vua (1669–1709)
- Shō Eki, Vua (1710–1712)
- Shō Kei, Vua (1713–1752)
- Shō Boku, Vua (1752–1794)
- Shō On, Vua (1795–1802)

Hàn Quốc
- Nhà Triều Tiên (Danh sách vua Triều Tiên|Danh sách đầy đủ) –

- Túc Tông, Vua (1674–1720)
- Cảnh Tông, Vua (1720–1724)
- Anh Tổ, Vua (1724–1776)
- Chính Tổ, Vua (1776–1800)
- Thuần Tổ, Vua (1800–1834)

### Đông Nam Á
Brunei
- Đế quốc Brunei (Danh sách đầy đủ) –

- Nassaruddin, Sultan (1690–1710)
- Hussin Kamaluddin, Sultan (1710–1730, 1737–1740)
- Muhammad Alauddin, Sultan (1730–1737)
- Omar Ali Saifuddin I, Sultan (1740–1778)
- Muhammad Tajuddin, Sultan (1778–1804, 1804–1807)

Campuchia
- Vương quốc Cambodia (Danh sách đầy đủ) –

- Chey Chettha IV, Vua (1675–1695, 1696–1699, 1700–1702, 1703–1706)
- Thommo Reachea III hay Sri Dhamaraja III, Vua (1702–1703, 1706–1709, 1738–1747)
- Ang Em hay Kaev Hua III, Vua (1699–1700, 1710–1722)
- Satha II hay Paramaraja X, Vua (1722–1729, 1729–1736, 1749)
- Thommo Reachea IV hay Sri Dhamaraja IV, Vua (1747)
- Ang Snguon, Vua (1749–1755)
- Ang Tong, Vua (1755–1758)
- Outey II, Vua (1758–1775)
- Ang Non II, Vua (1775–1779)
- Ang Eng, Vua (1777–1796)

Indonesia
- Đông Ấn Hà Lan –

Thuộc địa của Hà Lan 1800–1811, 1816–1949
Để biết chi tiết, xem Vương quốc Hà Lan thuộc Tây Âu
Indonesia: Java
- Vương quốc Hồi giáo Banten –

- Abdul Mahasin Muhammad Zainulabidin, Sultan (1690–1733)
- Abdul Fatah Muhammad Syafei, Sultan (1733–1748)
- Ratu Sarifah Fatima, Nhiếp chính (1748–1750)
- Abu’lma’ali Muhammad Wasi al-Halimin, Sultan (1750–1753)
- Abu Nazar Muhammad Arif Zainal Asyekin, Sultan (1753–1777)
- Abdul Mcủa akhir Muhammad Aliuddin I, Sultan (1777–1802)

- Vương quốc Blambangan –

- Pangeran Putr, Vua (1697–1736)
- Danuningrat, Vua (1736–1763)
- Pangeran Wilis, Vua (1767–1768)

- Vương quốc Hồi giáo Cirebon –

- Pangeran Arya Cirebon, Kamaruddin, Sultan (1697–1723)
- Cirebon I Muhammad Akbaruddin, Sultan (1723–1734)
- Cirebon II Muhammad Salihuddin, Sultan (1734–1758)
- Cirebon III Muhammad Harruddin, Sultan (1758–1768)

- Cirebon, Keraton Kasepuhan –

- Sepuh II Jamaluddin, Sultan (1697–1723)
- Sepuh III Muhammad Zainuddin, Sultan (1723–1753)
- Sepuh IV Muhammad Zainuddin, Sultan (1753–1773)
- Sepuh V Sapiuddin, Sultan (1773–1786)
- Sepuh VI, Sultan (1786–1791)
- Sepuh VII Joharuddin, Sultan (1791–1816)

- Cirebon, Kraton Kanoman –

- Anom I Badruddin, Sultan (1662–1703)
- Anom II, Sultan (1703–1706)
- Anom III Muhammad Alimuddin, Sultan (1719–1732)
- Anom IV Khairuddin, Sultan (1744–1797)
- Anom V Imanuddin, Sultan (1797–1807)

- Cirebon, Vương triều Panembahan –

- Panembahan Cirebon I Muhammad Nasruddin, Sultan (1662–1714)
- Panembahan Cirebon II Muhammad Muhyiddin, Sultan (1725–1731)
- Panembahan Cirebon III Muhammad Tair Yarini Sabirin, Sultan (1752–1773)

- Cirebon, Vương triều Panembahan –

- Pangeran Arya Cirebon, Kamaruddin, Sultan (1697–1723)
- Cirebon I Muhammad Akbaruddin, Sultan (1723–1734)
- Cirebon II Muhammad Salihuddin, Sultan (1734–1758)
- Cirebon III Muhammad Harruddin, Sultan (1758–1768)

- Bangkalan –

- Cakraningrat II, Sultan (1648–1707)
- Cakraningrat III, Sultan (1707–1718)
- Cakraningrat IV, Sultan (1718–1745)
- Cakraningrat V, Sultan (1745–1770)
- Cakraningrat VI, Sultan (1770–1780)
- Cakraningrat VII, Sultan (1780–1815)

- Vương quốc Hồi giáo Mataram –

- Amangkurat II, Susuhunan (1677–1703)
- Amangkurat III, Susuhunan (1703–1704)
- Pakubuwono I, Susuhunan (1704–1719)
- Amangkurat IV, Susuhunan (1719–1726)
- Pakubuwono II, Susuhunan (1726–1749)
- Pakubuwono III, Susuhunan của Mataram (1749–1755); Susuhunan của Surakarta (1755–1788)

Chia thành Surakarta và Yogyakarta
- Sumenep –

- Pulang Jiwa, Sultan (1684–1702)
- Cakranegara I, Sultan (1702–1705)
- Suderma, Sultan (1705–1707)
- Cakranegara II, Sultan (1707–1737)
- Cakranegara III, Sultan (1737–1750)
- Bendara Saud, Sultan (1750–1767)
- Tirtanegara, Sultan (1767–1811)

- Pamekasan –

- Adikara I, Sultan (1685–1708)
- Adikara II, Sultan (1708–1737)
- Adikara III, Sultan (1737–1743)
- Adikara IV, Sultan (1743–1750)
- Adiningrat, Sultan (1750–1752)
- Aria Cakraadiningrat I, R. Alsari, Sultan (1752–1800)
- Aria Cakraadiningrat II, R. Alsana, Sultan (1800–1804)

- Pasuruan –

- Surapati, Wiranegara I, Sultan (1686–1706)
- Wiranegara II, Sultan (1706–1707)

- Vương quốc Hồi giáo Surakarta –

- Pakubuwono III, Susuhunan của Mataram (1749–1755); Susuhunan của Surakarta (1755–1788)
- Pakubuwono IV, Sultan (1788–1820)

- Vương quốc Hồi giáo Yogyakarta –

- Hamengkubuwono I, Sultan (1755–1792)
- Hamengkubuwono II, Sultan (1792–1810, 1811–1812, 1826–1828)

- Mangkunegaran –

- Mangkunegara I, Sultan (1757–1795)
- Mangkunegara II, Sultan (1795–1835)

Indonesia: Sumatra
- Vương quốc Hồi giáo Aceh –

- Badr ul-Alam Syarif Hasyim Jamaluddin, Sultan (1699–1702)
- Perkasa Alam Syarif Lamtui, Sultan (1702–1703)
- Jamal ul-Alam Badr ul-Munir, Sultan (1703–1726)
- Jauhar ul-Alam, Sultan (1726)
- Syamsul Alam, Sultan (1726–1727)
- Alauddin Ahmad Syah, Sultan (1727–1735)
- Alauddin Johan Syah, Sultan (1735–1760)
- Alauddin Mahmud Syah I, Sultan (1760–1781)
- Badr ul-Alam Syah, Sultan (1764–1765)
- Sulaiman Syah, Sultan (1773)
- Alauddin Muhammad Syah, Sultan (1781–1795)
- Alauddin Jauhar ul-Alam Syah, Sultan (1795–1815, 1819–1823)

- Vương quốc Hồi giáo Deli –

- Tuanku Panglima Paderap, Sultan (1698–1728)
- Tuanku Panglima Pasutan, Sultan (1728–1761)
- Tuanku Panglima Gandar Wahid, Sultan (1761–1805)

- Vương quốc Hồi giáo Langkat –

- Bendahara Raja Badiuzzaman, Raja (1673–1750)
- Kejuruan Hitam (Tuah Hitam), Raja (1750–1818)

- Vương quốc Hồi giáo Siak Sri Indrapura –

- Abdul Jalil Rahmad Shah I, Sultan (1725–1746)
- Abdul Jalil Rahmad Shah II, Sultan (1746–1765)
- Abdul Jalil Jalaluddin Shah, Sultan (1765–1766)
- Abdul Jalil Alamuddin Shah, Sultan (1766–1780)
- Muhammad Ali Abdul Jalil Muazzam Shah, Sultan (1780–1782)
- Yahya Abdul Jalil Muzaffar Shah, Sultan (1782–1784)
- Al-Sayyid al-Sharif Ali Abdul Jalil Syaifuddin Ba'alawi, Sultan (1784–1810)

- Vương quốc Hồi giáo Serdang –

- Kejeruan Junjungan, Raja (1728–1782)
- Al-Marhum Kacapuri, Raja (1782–1822)

- Vương quốc Hồi giáo Riau-Lingga

- Sultans –

- Abdul Jalil Shah IV, Sultan (1699–1720)
- Abdul Jalil Rahmat Shah, Sultan (1718–1722)
- Sulaiman Badrul Alam Shah, Sultan (1722–1760)
- Abdul Jalil Muazzam Shah, Sultan (1760–1761)
- Ahmad Riayat Shah, Sultan (1761–1761)
- Mahmud Shah III, Sultan (1761–1812)

- Yang di-Pertuan Muda –

- Daeng Marewah, Yang di-Pertuan Muda (1722–1728)
- Daeng Chelak, Yang di-Pertuan Muda (1728–1745)
- Daeng Kemboja, Yang di-Pertuan Muda (1745–1777)
- Haji, Yang di-Pertuan Muda (1777–1784)
- Ali, Yang di-Pertuan Muda (1784–1805)

- Vương quốc Hồi giáo Jambi –
Sultan Sri Maharaja Batu, Sultan (1690–1721)
Ahmad Zainuddin/ Anom Sri Ingalaga, Sultan (1770–1790)
Ratu Seri Ingalaga, Sultan (1790–1812)

Indonesia: Kalimantan (Borneo)
- Vương quốc Hồi giáo Banjar –

- Tahmidullah I, Sultan (1700–1717)
- Panembahan Kasuma Dilaga, Sultan (1717–1730)
- Hamidullah, Sultan (1730–1734)
- Tamjidullah I, Sultan (1734–1759)
- Muhammadillah/Muhammad Aliuddin Aminullah, Sultan (1759–1761)
- Tahmidullah II/Sultan Nata, Sultan (1761–1801)

- Vương quốc Hồi giáo Bulungan –

- Digendung, putra Wira Keranda, Wira (1695–1731)
- Amir, Putera Wira Digendung Gelar Sultan Amiril Mukminin, Wira (1731–1777)
- Aji Muhammad, Sultan (1777–1817)

- Vương quốc Hồi giáo Kutai Kartanegara –

- Aji Muhammad Idris, Sultan (c.1732–1739)
- Aji Muhammad Muslihuddin, Sultan (1780s)

- Cộng hòa Lan Phương –

- La Phương Bá, Tổng thống (1777–1795)
- Giang Mậu Bá, Tổng thống (1795–1799)
- Khuyết Tứ Bá, Tổng thống (1799–1804)

- Vương quốc Hồi giáo Pontianak –

- Syarif Abdurrahman Alkadrie, Sultan (1771–1808)

- Vương quốc Hồi giáo Sambas –

- Muhammad Taj ud-din I, Sultan (1685–1708)
- Umar Aqam ud-din I, Sultan (1708–1732)
- Abu Bakar Kamal ud-din I, Sultan (1732–1764)
- Umar Akam ud-din II, Sultan (1764–1786)
- Achmad Taj ud-din II, Sultan (1786–1793)
- Abu Bakar Taj ud-din I, Sultan (1793–1815)

- Vương quốc Hồi giáo Sintang –

- Sri Paduka Muhammad Shams ud-din Sa'id ul-Khairiwaddien Sultan Nata, Sultan (1672–1738)
- Sri Paduka 'Abdu'l Rahman Muhammad Jalal ud-din ibni al-Marhum Muhammad Shams ud-din Sa'id ul-Khairiwaddien Aman, Sultan (1738–1786)
- Sri Paduka 'Abdu'l Rashid Muhammad Jamal ud-din ibni al-Marhum 'Abdu'l Rahman Muhammad Jalal ud-din Ajib, Sultan (1786–1796)
- Sri Paduka Muhammad Qamar ud-din ibni al-Marhum Sultan 'Abdu'l Rashid Muhammad Jamal ud-din, Sultan (1796–1851)

Indonesia: Sulawesi
- Vương quốc Hồi giáo Gowa –

- Abdul Jalil, Sultan (1677–1709)
- Ismail, Sultan (1709–1711)
- Sirajuddin, Sultan (1711–?)
- Najamuddin, Sultan (18th century)
- Sirajuddin, Sultan (1735–1735)
- Abdul Khair, Sultan (1735–1742)
- Abdul Kudus, Sultan (1742–1753)
- Amas Madina Batara Gowa, Sultan (1753–1767)
- I Mallisujawa Daeng Riboko Arungmampu, Sultan (1767–1769)
- Zainuddin, Sultan (1770–1778)
- I Manawari Karaeng Bontolangkasa, Sultan (1778–1810)

- Luwu –

- Settiaraja, Datu (1663–1704)
- La Onro Topalaguna, Datu (1704–1715)
- Batari Tungke, Datu (1706–1715)
- Batari Tojang, Datu (1715–1748)
- We Tenri Leleang, Datu (1748–1778)
- Tosibengngareng, Datu (1760–1765)
- La Tenri Peppang, Datu (1778–1810)

Indonesia: Đảo Sunda
- Vương quốc Larantuka –

- Domingos Viera, Raja (c.1702)

- Vương quốc Hồi giáo Bima –

- Hasanuddin Muhammad Ali Syah, Sultan (1697–1731)
- Alauddin Muhammad Syah, Sultan (1731–1748)
- Kamalat Syah, Sultan (1748–1751)
- Abdul Kadim Muhammad Syah, Sultan (1751–1773)
- Abdul Hamid Muhammad Syah, Sultan (1773–1817)

Indonesia: Tây Timor
- Wehali –

- Jacinto Correia, Liurai (1756)

- Amanatun –

- Don Louis Nai Koncủa, Raja (1751–1766)
- Don Joan Benao, Raja (1766–?)

- Amarasi –

- Dom Affonco, Raja (1703)
- Dom Augusto Fernandes, Raja (1703)
- Nai Soti, Raja (1714)
- Dom Luís Hornay, Raja (trước 1749–1752)
- Dom Affonco Hornay, Raja (1752–1774)
- Don Rote Ruatefu, Raja (1774–1802)

- Amabi –

- Ama Kefi Meu, Raja (1666–1704)
- Ama Kefi, Raja (1704–1725)
- Loti, Raja (1725–1732)
- Nai Balas, Raja (1732–1755)
- Balthazar Loti, Raja (1755–1790)
- Osu I, Raja (1791–1795)
- Slolo, Raja (1795–1797)
- Afu Balthazar, Raja (1797– trước năm 1824)

- Sonbai Besar –

- Dom Pedro Sonbai/ Tomenu, Hoàng đế (1704–1726)
- Dom Alfonso Salema/ Nai Bau Sonbai, Hoàng đế (trước năm 1748–1752)
- Don Bernardo/ Nai Sobe Sonbai I, Hoàng đế (1752–1760)
- Albertus Johannes Taffy/ Nai Tafin Sonbai, Hoàng đế (1760–1768)
- Alphonsus Adrianus/ Nai Kau Sonbai, Hoàng đế (1768–1802)

- Sonbai Kecil –

- Bi Sonbai/ Usi Tetu Utang, Nữ hoàng (1672–1717)
- Bernardus Leu, Raja (1717–1726)
- Corneo Leu, Raja (1728–1748)
- Daniel Taffy Leu, Raja (1748–1760)
- Jacobus Albertus Taffy, Raja (1760–1776)
- Nai Kau Sonbai, Raja (1776–1783)
- Baki Bena/ Bernardus Nisnoni, Raja (1783–1795)
- Dirk Hendrik Aulasi, Raja (1795–1798)
- Nube Bena/ Pieter Nisnoni I, Raja (1798–1820)

- Amanuban –

- Don Michel, Raja (pre-1749–1751)
- Don Louis, Raja (1751–1770)
- Don Jacobus Albertus, Raja (1770–1786)
- Tobani, Raja (1786–c.1807)

Indonesia: Quần đảo Maluku
- Vương quốc Hồi giáo Bacan –

Chế độ bảo hộ của Hà Lan 1667–1942
- Alauddin II, Sultan (1660–1706)
- Musa Malikuddin, Sultan (1706–1715)
- Kie Nasiruddin, Sultan (1715–1732)
- Hamza Tarafan Nur, Sultan (1732–1741)
- Muhammad Sahaddin, Sultan (1741–1780)
- Skandar Alam, Sultan (1780–1788)
- Muhammad Badaruddin, Sultan (1788–1797)
- Kamarullah, Sultan (1797–1826)

- Vương quốc Hồi giáo Jailolo –

Thuộc địa của Anh 1799–1802
- Muhammad Arif Bila, Sultan (1797–1806)

- Vương quốc Hồi giáo Tidore –

Chế độ bảo hộ của Hà Lan 1657–1905
- Hamza Faharuddin, Sultan (1689–1705)
- Abdul Falali Mansur, Sultan (1705–1708)
- Hasanuddin, Sultan (1708–1728)
- Amir Muiduddin Malikulmanan, Sultan (1728–1757)
- Amir Muhammad Masud Jamaluddin, Sultan (1757–1779)
- Gayjira, Sultan (Nhiếp chính 1779–1780)
- Patra Alam, Sultan (1780–1783)
- Hairul Alam Kamaluddin, Sultan (1784–1797)
- Nuku, Muhammad al-Mabus Amiruddin Syah, Sultan (1797–1805)

- Vương quốc Hồi giáo Ternate –

Chế độ bảo hộ của Hà Lan 1683–1915
- Said Fathullah, Sultan (1689–1714)
- Amir Iskandar Zulkarnain Saifuddin, Sultan (1714–1751)
- Ayan Shah, Sultan (1751–1754)
- Syah Mardan, Sultan (1755–1763)
- Jalaluddin, Sultan (1763–1774)
- Harun Shah, Sultan (1774–1781)
- Achral, Sultan (1781–1796)
- Muhammad Yasin, Sultan (1796–1801)

Lào
- Lan Xang –

- Setthathirath II, Vua (1700–1707)

- Vương quốc Viêng Chăn –

- Xaysethathirath II, Vua (1707–1735)
- Ong Long, Vua (1735–1767)

Vassal đến Burma (1765–1768)
- Ong Boun, Vua (1767–1778, 1780–1781)

Vassal đến Xiêm (1778–1826)
- Phraya Supho, Thống đốc Xiêm (1778–1780)
- Ong Boun, Vua (1767–1778, 1780–1781)
- Nanthasen, Vua (1781–1794)
- Intharavong, Vua (1795–1805)

- Bồn Man –

- Kham Sattha, Vua (1723–1751)
- Ong Lo, Vua (1751–1779)
- Somphou, Vua (1779–1803)

- Vương quốc Champasak –

- Nokasad, Vua (1713–1737)
- Sayakumane, Vua (1737–1791)
- Fay Na, Vua (1791–1811)

- Vương quốc Luang Phrabang –

- Kingkitsarat, Vua (1707–1713)
- Ong Kham, Vua (1713–1723)
- Inthasom, Vua (1723–1749)
- Inthaphom, Vua (1749)
- Sotika Koumane, Vua (1749–1771)

Vassal đến Burma (1765–1779)
- Suriyawong, Vua (1771–1779)
- Anourouth, Vua (1791–1817)

Bán đảo Malaysia
- Vương quốc Hồi giáo Kedah –

- Abdullah Mu'adzam Shah, Sultan, (1698–1706)
- Ahmad Tajuddin Halim Shah I, Sultan, (1706–1710)
- Muhammad Jiwa Zainal Adilin Mu'adzam Shah II, Sultan, (1710–1778)
- Abdullah Mukarram Shah, Sultan, (1778–1797)
- Dziaddin Mukarram Shah II, Sultan, (1797–1803)

- Vương quốc Hồi giáo Kelantan –

Vương triều Champa
- Omar Ibni Al-Marhum Raja Sakti I, Sultan (1675–1721)

Vương triều Patani
- Long Bahar, Raja (1721–1734)
- Long Sulaiman, Raja (1734–1739, 1746–1756)
- Raja Long Pandak|Long Pandak, Sultan (1756–1758)
- Raja Long Muhammad|Long Muhammad, Sultan (1758–1763)
- Raja Long Yunus|Long Yunus, Sultan (1765–1795)
- Tengku Muhammad, Sultan (1795–1800)
- Muhammad I, Sultan (1800–1835)

- Vương quốc Hồi giáo Johor –

- Abdul Jalil Shah IV, Sultan (1699–1720)
- Abdul Jalil Rahmat Shah I, Sultan (1718–1722)
- Sulaiman Badrul Alam Shah, Sultan (1722–1760)
- Abdul Jalil Muazzam Shah, Sultan (1760–1761)
- Ahmad Riayat Shah, Sultan (1761–1761)
- Mahmud Shah III, Sultan (1761–1812)

- Perak Sultanate: Vương triều Siak –

- Mahmud Iskandar Shah, Sultan (1653–1720)
- Alauddin Mughayat Shah, Sultan (1720–1728)
- Muzaffar Riayat Shah III, Sultan của Upper Perak (1728–1752)
- Muhammad Mughayat Shah, Sultan của Lower Perak (1744–1750)
- Iskandar Zulkarnain, Sultan (1752–1765)
- Mahmud Shah II, Sultan (1765–1773)
- Alauddin Mansur Shah Iskandar Muda, Sultan (1773–1786)
- Ahmaddin Shah, Sultan (1786–1806)

- Vương quốc Hồi giáo Terengganu –

- Zainal Abidin I, Sultan (1725–1733)
- Mansur Shah I, Sultan (1733–1793)
- Zainal Abidin II, Sultan (1793–1808)

- Vương quốc Hồi giáo Selangor –

- Raja Lumu, Sultan (1745–1778)
- Ibrahim Shah, Sultan (1778–1826)

- Negeri Sembilan –

- Melewar, Yamtuan (1773–1795)
- Hitam, Yamtuan (1795–1808)

- Perlis –

- Syed Abu Bakar Harun Jamalullail, Penghulu (1797–1825)

Myanmar/Miến Điện
- Vương quốc Mrauk U –

- Sanda Wimala I, Vua (1700–1707)
- Sanda Thuriya II, Vua (1707–1710)
- Sanda Wizaya, Vua (1710–1731)
- Sanda Thuriya III, Vua (1731–1734)
- Naradipati II, Vua (1734–1735)
- Narapawara, Vua (1735–1737)
- Sanda Wizala, Vua (1737–1738)
- Madarit, Vua (1738–1743)
- Nara Apaya, Vua (1743–1761)
- Thirithu, Vua (1761–1762)
- Sanda Parama, Vua (1762–1764)
- Apaya, Vua (1764–1774)
- Sanda Thumana, Vua (1774–1777)
- Sanda Wimala II, Vua (1777–1777)
- Sanda Thaditha, Vua (1777–1782)
- Maha Thammada, Vua (1782–1785)

- Vương triều Taungoo –

- Sanay Min, Vua (1698–1714)
- Taninganway Min, Vua (1714–1733)
- Mahadhammaraza Dipadi, Vua (1733–1752)

- Vương quốc Hanthawaddy phục hồi –

- Smim Htaw Buddhaketi, Vua (1740–1747)
- Binnya Dala, Vua (1747–1757)

- Vương triều Konbaung –

- Alaungpaya, Vua (1752–1760)
- Naungdawgyi, Vua (1760–1763)
- Hsinbyushin, Vua (1763–1776)
- Singu, Vua (1776–1782)
- Phaungka, Vua (1782)
- Bodawpaya, Vua (1782–1819)

Philippines
- Hồi quốc Sulu –

- Shahab ud-Din, Sultan (1685–1710)
- Mustafa Shafi ud-Din, Sultan (1710–1718)
- Badar ud-Din I, Sultan (1718–1732)
- Nasar ud-Din, Sultan (1732–1735)
- Azim ud-Din I, Sultan (1735–1748, 1764–1773)
- Bantilan Muizzud-Din, Sultan (1748–1763)
- Mohammad Israel, Sultan (1773–1778)
- Azim ud-Din II, Sultan (1763–1764, 1778–1791)
- Sharap ud-Din, Sultan (1789–1808)

- Vương quốc Hồi giáo Maguindanao –

- Kahar Ud-din Kuda, Sultan (?–1702)
- Bayan Ul-Anwar, Sultan (1702–1736)
- Muhammad Tahir Ud-din, Sultan (1736–?)
- Pakir Maulana Kamsa, Sultan (1734–1755)
- Pahar Ud-din, Sultan (1755–?)
- Kibad Sahriyal, Sultan (c.1780–c.1805)

- Đông Ấn Tây Ban Nha, một phần của Captaincy General Philippines –

Thuộc địa, 1565–1901
Thái Lan
- Vương quốc Ayutthaya: Vương triều Ban Phlu Luang –

- Phetracha, Vua (1688–1703)
- Suriyenthrathibodi, Vua (1703–1709)
- Thai Sa, Vua (1709–1733)
- Borommakot, Vua (1733–1758)
- Uthumphon, Vua (1758)
- Ekkathat, Vua (1758–1767)

- Lan Na thuộc Miến Điện –

- Che Putarai, Vua (1675–1707)
- Mang Raenra, Vua (1707–1727)
- Thepsing, Vua (1727)
- Ong Kham, Vua (1727–1759)
- Ong Chan, Vua (1759–1761)
- Khihut, Vua (1761–1763)
- Po Aphaikhamini, Vua (1763–1768)
- Po Mayu-nguan, Vua (1768–1775)

- Lampang –

- Thipchang, Vua (1732–1759)
- Chaikaeo, Vương công (1759–1774)
- Kawila, Vương công của Lampang (1774–1782), Vua của Chiang Mai (1802–1813)

- Vương quốc Pattani: Vương triều Kelantan thứ nhất –

- Emas Kelantan, Raja (1690–1704 or 1670–1698)
- Emas Chayam, Nữ hoàng (1704–1707 hoặc 1698–1702, 1716–1718)
- Dewi, Raja (1707–1716)
- Bendang Badan, Raja (1716–1720 or ?–1715)
- Laksamana Dajang, Raja (1720–1721)
- Alung Yunus, Raja (1718/28–1729)
- Yunus, Raja (1729–1749)
- Long Nuh, Raja (1749–1771)
- Muhammad, Sultan (1771–1785)
- Tengku Lamidin, nhà cai trị (1785–1791)
- Datuk Pengkalan, nhà cai trị (1791–1808)

- Vương quốc Rattanakosin thuộc Xiêm –

- Rama I, Vua (1782–1809)

- Vương triều Thonburi –

- Taksin, Vua (1767–1782)

Timor
- Timor thuộc Bồ Đào Nha –

Thuộc địa, 1702–1975
Việt Nam
- Champa (Danh sách đầy đủ) –

- Po Saktirai da putih, Vua (1695–1728)
- Po Ganvuh da putih, Vua (1728–1730)
- Po Thuttirai, Vua (1731–1732)
- Po Rattirai, Vua (1735–1763)
- Po Tathun da moh-rai, Vua (1763–1765)
- Po Tithuntirai da paguh, Vua (1765–1780)
- Po Tithuntirai da parang, Vua (1780–1781)
- Chei Krei Brei, Vua (1783–1786)
- Po Tithun da parang, Vua (1786–1793)
- Po Lathun da paguh, Vua (1793–1799)
- Po Chong Chan, Vua (1799–1822)

- Đại Việt: Nhà Lê trung hưng (Danh sách đầy đủ) –

- Lê Hi Tông, Hoàng đế (1676–1704)
- Lê Dụ Tông, Hoàng đế (1705–1728)
- Lê Duy Phường, Hoàng đế (1729–1732)
- Lê Thuần Tông, Hoàng đế (1732–1735)
- Lê Ý Tông, Hoàng đế (1735–1740)
- Lê Hiển Tông, Hoàng đế (1740–1786)
- Lê Mẫn Đế, Hoàng đế (1787–1789)

- Đàng Ngoài: Chúa Trịnh (Danh sách đầy đủ) –

- Trịnh Căn, Chúa (1682–1709)
- Trịnh Cương, Chúa (1709–1729)
- Trịnh Giang, Chúa (1729–1740)
- Trịnh Doanh, Chúa (1740–1767)
- Trịnh Sâm, Chúa (1767–1782)
- Trịnh Cán, Chúa (1782)
- Trịnh Khải, Chúa (1782–1786)
- Trịnh Bồng, Chúa (1786–1787)

- Đại Việt: Vương triều Tây Sơn (Danh sách đầy đủ) –

- Nguyễn Nhạc, Hoàng đế (1778–1788)
- Nguyễn Huệ, Hoàng đế (1788–1792)
- Nguyễn Quang Toản, Hoàng đế (1792–1802)

- Đàng Trong: Chúa Nguyễn (Danh sách đầy đủ) –

- Nguyễn Phúc Chu, Chúa (1691–1725)
- Nguyễn Phúc Chú, Chúa (1725–1738)
- Nguyễn Phúc Khoát, Chúa (1738–1765)
- Nguyễn Phúc Thuần, Chúa (1765–1777)
- Nguyễn Phúc Dương, Chúa (1776–1777)

### Nam Á
Afghanistan
- Vương triều Hotak –

- Mirwais Hotak, Emir (1709–1715)
- Abdul Aziz Hotak, Emir (1715–1717)
- Mahmud Hotaki, Emir (1717–1725)
- Ashraf Hotaki, Emir (1725–1729)
- Hussain Hotaki, Emir (1729–1738)

- Đế quốc Durrani –

- Ahmad Shah Durrani, Emir (1738–1772)
- Timur Shah Durrani, Emir (1772–1793)
- Zaman Shah Durrani, Emir (1793–1801)

Sri Lanka
- Ceylon thuộc Hà Lan –

Thuộc địa, 1656–1796

### Tây Á
Bahrain
- Hakims thuộc Bahrain –

- Ahmed ibn Muhammad ibn Khalifa, Hakim (1783–1796)
- Sulman ibn Ahmad Al Khalifa, Hakim (1796–1825)
- Abdullah ibn Ahmad Al Khalifa, Hakim (1796–1843)

Cyprus
Iran
- Safavid Iran –

- Sultan Husayn, Shah (1694–1722)
- Tahmasp II, Shah (1722–1732)
- Abbas III, Shah (1732–1736)

- Ba Tư: Vương triều Afsharid –

- Nader Shah, Shah (1736–1747)
- Adil Shah, Shah (1747–1748)
- Ebrahim Afshar, Shah (1748)
- Shahrokh Afshar, Shah (1748–1796)

- Ba Tư: Vương triều Zand –

- Karim Khan Zand, Shah (1751–1779)
- Mohammad Ali Khan Zand, Shah (1779)
- Abol-Fath Khan Zand, Shah (1779)
- Sadeq Khan Zand, Shah (1779–1782)
- Ali-Morad Khan Zand, Shah (1782–1785)
- Jafar Khan, Shah (1785–1789)
- Sayed Morad Khan, Shah (1789)
- Lotf Ali Khan, Shah (1789–1794)

- Ba Tư: Vương triều –

- Agha Mohammad Khan, Shah (1789–1797)
- Fath-Ali, Shah (1797–1834)

- Baban –

- Sulaiman Baba, Vương tử (1670–1703)
- Khana Mohammad Pasha, Vương tử (1721–1731)
- Nawaub Khalid Pasha, Vương tử (1732–1742)
- Nawaub Salim Pasha, Vương tử (1742–1754)
- Nawaub Sulaiman Pasha, Vương tử (1754–1765)
- Muhammad Pasha, Vương tử (1765–1775)
- Abdolla Pasha, Vương tử (1775–1777)
- Ahmad Pasha, Vương tử (1777–1780)
- Mahmoud Pasha, Vương tử (1780–1782)
- Ibrahim Pasha, Vương tử (1782–1803)

Iraq
Israel
Jordan
Kuwait
- Sheikhdom thuộc Kuwait –

- Sabah I, Sheikh (1752–1762)
- Abdullah I, Sheikh (1762–1814)

Lebanon
Oman
- Đế chế Oman và Imamate thuộc Oman: Vương triều Yarubid –

- Saif bin Sultan, Imam (1692–1711)
- Sultan bin Saif II, Imam (1711–1718)
- Saif bin Sultan II, Imam (1718–1719)	Triều đại đầu tiên
- Muhanna bin Sultan, Imam (1719–1720)
- Saif bin Sultan II, Imam (1720–1722)	Triều đại thứ hai
- Ya'arab bin Bel'arab, Imam (1722–1722)
- Saif bin Sultan II, Imam (1722–1724)	Triều đại thứ ba
- Muhammad bin Nasir, Imam (1724–1728)	Không phải là thành viên của vương đại
- Saif bin Sultan II, Imam (1728–1742)	Triều đại thứ tư
- Bal'arab bin Himyar, Imam (1728–1737) Triều đại đầu tiên
- Sultan bin Murshid, Imam (1742–1743)
- Bal'arab bin Himyar, Imam (1743–1749) Triều đại thứ hai

- Đế chế Oman và Imamate thuộc Oman: Vương triều Al Busaidi –

- Ahmad bin Said, Sultan (1749–1783)
- Said bin Ahmad, Sultan (1783–1784)
- Hamad bin Said, Sultan (1784–1792)
- Sultan bin Ahmad, Sultan (1792–1804)

Qatar
Ả Rập Saudi
- Tiểu vương quốc Bani Khalid –

- Sa'dun bin Muhammad, Emir (1691–1722)
- Ali bin Muhammad, Emir (1722–1736)
- Suleiman bin Muhammad, Emir (1736–1752)
- Urayar bin Dajeen bin Saadoun, Emir (1752–1774)
- Bateen Bin Urayer, Emir (1775–1793)
- Dajeen bin Urayer, Emir (1774–1774)
- Sa'dun bin Urayer, Emir (1774–1786)
- Dwaihis Bin Urayer, Emir (1786–1789)
- Muhammad Bin Urayer, Emir (1786–1789)
- Abdul Mohsen bin Sadah, Emir (1786–1791)
- Zaid bin Urayer, Emir (1789–1793)
- Barak bin Abdul Mohsen Al-Sadah, Emir (1793–1796)

- Tiểu vương quốc Diriyah –

- Muhammad bin Saud, Imam (1744–1765)
- Abdul-Aziz bin Muhammad, Imam (1765–1803)

Syria
Thổ Nhĩ Kỳ
- Đế quốc Ottoman

- Sultans –

- Mustafa II, Sultan (1695–1703)
- Ahmed III, Sultan (1703–1730)
- Mahmud I, Sultan (1730–1754)
- Osman III, Sultan (1754–1757)
- Mustafa III, Sultan (1757–1774)
- Abdul Hamid I, Sultan (1774–1789)
- Selim III, Sultan (1789–1807)

- Grand Viziers –

- Amcazade Köprülü Hüseyin Pasha, Grand Vizier (1697–1702)
- Daltaban Mustafa Pasha, Grand Vizier (1702–1703)
- Rami Mehmed Pasha, Grand Vizier (1703)
- Sührablı Kavanoz Nişancı Ahmed Pasha, Grand Vizier (1703)
- Damat Hasan Pasha, Grand Vizier (1703–1704)
- Kalaylıkoz Hacı Ahmed Pasha, Grand Vizier (1704)
- Baltaji Mehmet Pasha, Grand Vizier (1704–1706)
- Çorlulu Ali Pasha, Grand Vizier (1706–1710)
- Köprülü Numan Pasha, Grand Vizier (1710)
- Baltaji Mehmet Pasha, Grand Vizier (1710–1711)
- Ağa Yusuf Pasha, Grand Vizier (1711–1712)
- Nişancı Süleyman Pasha, Grand Vizier (1712–1713)
- Kel Hoca Ibrahim Pasha, Grand Vizier (1713)
- Silahdar Damat Ali Pasha, Grand Vizier (1713–1716)
- Hacı Halil Pasha, Grand Vizier (1716–1717)
- Tevkii Nişancı Mehmed Pasha, Grand Vizier (1717–1718)
- Nevşehirli Damat Ibrahim Pasha, Grand Vizier (1718–1730)
- Silahdar Damat Mehmet Pasha, Grand Vizier (1730–1731)
- Kabakulak Ibrahim Pasha, Grand Vizier (1731)
- Topal Osman Pasha, Grand Vizier (1731–1732)
- Hekimoğlu Ali Pasha, Grand Vizier (1732–1735)
- Gürcü Ismail Pasha, Grand Vizier (1735–1736)
- Silahdar Seyyid Mehmed Pasha, Grand Vizier (1736–1737)
- Muhsinzade Abdullah Pasha, Grand Vizier (1737)
- Yeğen Mehmed Pasha, Grand Vizier (1737–1739)
- Ivaz Mehmed Pasha, Grand Vizier (1739–1740)
- Nişancı Ahmed Pasha, Grand Vizier (1740–1742)
- Hekimoğlu Ali Pasha, Grand Vizier (1742–1743)
- Seyyid Hasan Pasha, Grand Vizier (1743–1746)
- Tiryaki Hacı Mehmed Pasha, Grand Vizier (1746–1747)
- Seyyid Abdullah Pasha, Grand Vizier (1747–1750)
- Divitdar Mehmed Emin Pasha, Grand Vizier (1750–1752)
- Çorlulu Köse Bahir Mustafa Pasha, Grand Vizier (1752–1755)
- Hekimoğlu Ali Pasha, Grand Vizier (1755)
- Naili Abdullah Pasha, Grand Vizier (1755)
- Silahdar Bıyıklı Ali Pasha, Grand Vizier (1755)
- Yirmisekizzade Mehmed Said Pasha, Grand Vizier (1755–1756)
- Çorlulu Köse Bahir Mustafa Pasha, Grand Vizier (1756–1757)
- Koca Ragıp Pasha, Grand Vizier (1757–1763)
- Tevkii Hamza Hamid Pasha, Grand Vizier (1763)
- Çorlulu Köse Bahir Mustafa Pasha, Grand Vizier (1763–1765)
- Muhsinzade Mehmed Pasha, Grand Vizier (1765–1768)
- Silahdar Hamza Mahir Pasha, Grand Vizier (1768)
- Yağlıkçızade Nişancı Hacı Mehmed Emin Pasha, Grand Vizier (1768–1769)
- Moldovancı Ali Pasha, Grand Vizier (1769)
- Ivazzade Halil Pasha, Grand Vizier (1769–1770)
- Silahdar Mehmed Pasha, Grand Vizier (1770–1771)
- Muhsinzade Mehmed Pasha, Grand Vizier (1771–1774)
- Izzet Mehmed Pasha, Grand Vizier (1774–1775)
- Moralı Derviş Mehmed Pasha, Grand Vizier (1775–1777)
- Darendeli Cebecizade Mehmed Pasha, Grand Vizier (1777–1778)
- Kalafat Mehmed Pasha, Grand Vizier (1778–1779)
- Silahdar Karavezir Seyyid Mehmed Pasha, Grand Vizier (1779–1781)
- Izzet Mehmed Pasha, Grand Vizier (1781–1782)
- Yeğen Hacı Mehmed Pasha, Grand Vizier (1782)
- Halil Hamid Pasha, Grand Vizier (1782–1785)
- Hazinedar Şahin Ali Pasha, Grand Vizier (1785–1786)
- Koca Yusuf Pasha, Grand Vizier (1786–1789)
- Kethüda Meyyit Hasan Pasha, Grand Vizier (1789)
- Hassan Pasha của Algiers, Grand Vizier (1789–1790)
- Çelebizade Şerif Hasan Pasha, Grand Vizier (1790–1791)
- Koca Yusuf Pasha, Grand Vizier (1791–1792)
- Melek Mehmed Pasha, Grand Vizier (1792–1794)
- Safranbolulu Izzet Mehmet Pasha, Grand Vizier (1794–1798)
- Kör Yusuf Ziyaüddin Pasha, Grand Vizier (1798–1805)

Các Tiểu Vương Quốc Ả Rập Thống Nhất
- Tiểu vương quốc Abu Dhabi –

- Dhiyab bin Isa Al Nahyan, Nhà cai trị (1761–1793)
- Shakhbut bin Dhiyab Al Nahyan, Nhà cai trị (1793–1816)

- Tiểu vương quốc Sharjah –

- Rashid bin Matar Al Qasimi, Nhà cai trị (1747–1777)
- Saqr bin Rashid Al Qasimi, Nhà cai trị (1777–1803)

- Umm Al Quwain –

- Rashid bin Majid Al Mualla, Nhà cai trị (1768–1820)

- Tiểu vương quốc Ras Al Khaimah –

- Rahma Al Qasimi, Nhà cai trị (1708–1731)
- Matar bin Butti Al Qasimi, Nhà cai trị (1731–1747)
- Rashid bin Matar Al Qasimi, Nhà cai trị (1747–1777)
- Saqr bin Rashid Al Qasimi, Nhà cai trị (1777–1803)

Yemen
- Thượng Aulaqi Sheikhdom –

- Daha, Amir (Thế kỷ 18)
- Yaslam ibn Daha, Amir (?)
- `Ali ibn Yaslam, Amir (?)
- `Amm Dayb ibn `Ali al-Yaslami al-`Awlaqi, Amir (?)

- Thượng Aulaqi Sultanate –

- Munassar, Sultan (18th century)

- Wahidi Balhaf thuộc Ba´l Haf –

- al-Hadi ibn Salih al-Wahidi, Sultan (c.1670–1706)
- al-Hasan ibn al-Hadi al-Wahidi, Sultan (1706–1766)
- al-Husayn ibn al-Hasan al-Wahidi, Sultan (1766–1771)
- Sa`id ibn al-Hasan al-Wahidi, Sultan (1771–1771)
- Ahmad ibn al-Hadi al-Wahidi, Sultan (1771–1810)

- Tiểu vương quốc Beihan –

- Hasan, Amir (?)
- Ghalib, Amir (1750–1800)
- Hussein, Amir (1800–1820)

- Kathiri –

- Badr ibn Dscha'far al-Kathir, Sultan (1690–1707)
- 'Abdllah ibn Badr al-Kathir, Sultan (1707–1725)
- 'Amr ibn Badr al-Kathir, Sultan (1725–1760)
- Ahmad ibn 'Amr al-Kathir, Sultan (1760–1800)
- Muhsin ibn Ahmad al-Kathir, Sultan (1800–1830)

- Vương quốc Hồi giáo Lahej –

- al-Fadl I ibn 'Ali al-Sallami al-'Abdali, Sultan (1728–1742)
- 'Abd al-Karim I ibn al-Fadl al-'Abdali, Sultan (1742–1753)
- 'Abd al-Hadi ibn 'Abd al-Karim al-'Abdali, Sultan (1753–1775)
- al-Fadl II ibn 'Abd al-Karim al-'Abdali, Sultan (1775–1791)
- Ahmad I ibn 'Abd al-Karim al-'Abdali, Sultan (1791–1827)

- Vương quốc Hồi giáo Mahra –

- `Afrar al-Mahri, Sultan (c.1750–1780)
- Taw`ari ibn `Afrar al-Mahri, Sultan (c.1780–1800)

- Hạ Yafa –

- Qahtan ibn Afif, ruler (1700–1720)
- Sayf ibn Qahtan al-Afifi, ruler (1720–1740)
- Ma`awda ibn Sayf al-Afifi, ruler (1740–1760)
- Ghalib ibn Ma`awda al-Afifi, ruler (1760–1780)
- Abd al-Karim ibn Ghalib al-Afifi, ruler (1780–1800)
- Ali I ibn Ghalib al-Afifi, ruler (1800–1841)

- Thượng Yafa –

- `Ali ibn Ahmad ibn Harhara, Sheikh (c.1730–1735)
- Ahmad ibn `Ali Al Harhara, Sheikh (c.1735–1750)
- Salih ibn Ahmad Al Harhara, Sheikh (c.1750–1780)
- `Umar ibn Salih Al Harhara, Sheikh (c.1780–1800)

- Bang Yemen Zaidi –

- al-Mahdi Muhammad, Imam (1689–1718)
- al-Mutawakkil al-Qasim, Imam (1716–1727)
- al-Mansur al-Husayn II, Imam (1727–1748)
- al-Mahdi Abbas, Imam (1748–1775)
- al-Mansur Ali I, Imam (1775–1809)

## Châu Âu

### Balkans
Croatia
- Vương quốc Croatia (Habsburg)

- Vua –

một phần của Chế độ quân chủ Habsburg, cũng là một phần của Vùng đất của Vương miện Hungary
Vương tộc Habsburg
- Leopold I, Vua (1657–1705)
- Joseph I, Vua (1705–1711)
- Charles III, Vua (1711–1740)
- Maria Theresia, Nữ vương (1740–1780)

Vương tộc Habsburg-Lothringen
- Joseph II, Vua (1780–1790)
- Leopold II, Vua (1790–1792)
- Francis, Vua (1792–1835)

- Ban –

- Adam II. Batthyány, Ban (1693–1703)
- Ivan Pálffy, Ban (1704–1732)
- Ivan V Drašković, Ban (1732–1733)
- Josef Esterházy, Ban (1733–1741)
- György Branyng, Ban (1741–1742)
- Károly József Batthyány, Ban (1743-1756)
- Ferenc Nádasdy, Ban (1756–1783)
- Ferenc Esterházy, Ban (1783-1785)
- Ferenc Balassa, Ban (1785-1790)
- Ivan Erdődy, Ban (1790–1806)

- Cộng hòa Ragusa –

- Vlaho Gozze, Rector (1702)
- Džono Gozze, Rector (1703)
- Đivo Menze, Rector (1706)
- Frano Tudisi, Rector (1707)
- Džono Gozze, Rector (1708)
- Đivo Menze, Rector (1709)
- Luko Marina Sorga, Rector (1710)
- Đivo Gozze, Rector (1726)
- Đivo Basilio, Rector (1727)
- Vlađ Sorgo, Rector (1728)
- Đivo Gozze, Rector (1729)
- Giunio Resti, Rector (1730)
- Vlaho Menze, Rector (1752)
- Jako Basilio, Rector (1754)
- Đivo Bucchia, Rector (1755)
- Marin Brna Caboge, Rector (1756)
- Niko Gozze, Rector (1757)
- Baldo Bucchia, Rector (1758)
- Orsat Cerva, Rector (1759)
- Đivo Sorgo, Rector (1761)
- Mato Zamagna, Rector (1762)
- Miho Zamagna, Baldo Gozze, Rector (1763)
- Niko Proculo, Rector (1764)
- Luko Giorgi, Rector (1765)
- Zamagna, Rector (1766–?)
- Antun Resti, Rector (1767)
- Sabo Giorgi, Rector (1768)
- Saro Sorgo, Rector (1769)
- Marin Boža Sarace, Đivo Rafa Gozze, Rector (1770)
- Niko Proculo, Rector (1773)
- Lukša Giorgi-Bona, Rector (1774)
- Martolica Bosdari, Rector (1775)
- Luko Zamagna, Rector (1776)
- Baldo Gozze, Rector (1777)
- Miho Lukše Bone, Klement Vlaha Menze, Rector (1796)
- Marin Giorgi, Rector (1797)
- Đivo Basilio, Klement Menze, Antun Marina Caboge, Mato Zamagna, Rector (1798)
- Rafo Gozze, Marin Bona, Rector (1800)

Hy Lạp
- Cộng hòa Septinsular –

- Spyridon Georgios Theotokis, Vương công (1800–1803)

Montenegro
- Giám mục vương quyền của Montenegro –

- Danilo I, Giám mục vương quyền (1696–1735)
- Sava II, Giám mục vương quyền (1735–1782)
- Vasilije III, Giám mục vương quyền (1750–1766)
- Šćepan Mali, Giám mục vương quyền (1768–1773)
- Petar I, Giám mục vương quyền (1782–1830)

### Quần đảo Anh
Vương quốc Anh và Ireland
- Vương quốc Anh, Vương quốc Scotland, Vương quốc Ireland –

- William III & II, Vua (1689–1702)
- Anne, Nữ vương (1702–1714)

- Vương quốc Anh, Vương quốc Ireland

- Quân vương –

- Anne, Nữ vương (1702–1714)
- George I, Vua (1714–1727)
- George II, Vua (1727–1760)
- George III, Vua (1760–1820)

- Thủ tướng –

- Robert Walpole, Thủ tướng (1721–1742)
- Spencer Compton, Thủ tướng (1742–1743)
- Henry Pelham, Thủ tướng (1743–1754)
- Thomas Pelham-Holles, Thủ tướng (1754–1756)
- William Cavendish, Thủ tướng (1756–1757)
- Thomas Pelham-Holles, Thủ tướng (1757–1762)
- John Stuart, Thủ tướng (1762–1763)
- George Grenville, Thủ tướng (1763–1765)
- Charles Watson-Wentworth, Thủ tướng (1765–1766)
- William Pitt the Elder, Thủ tướng (1766–1768)
- Augustus FitzRoy, Thủ tướng (1768–1770)
- Frederick North, Thủ tướng (1770–1782)
- Charles Watson-Wentworth, Thủ tướng (1782)
- William Petty, Thủ tướng (1782–1783)
- William Cavendish-Bentinck, Thủ tướng (1783)
- William Pitt Trẻ, Thủ tướng (1783–1801)

### Trung Âu
- Đế chế La Mã Thần thánh, Vương quốc Đức

- Hoàng đế, Vua –

- Leopold I, Hoàng đế, Vua (1658–1705)
- Joseph I, Hoàng đế (1705–1711), Vua (1690–1711)
- Charles VI, Hoàng đế, Vua (1711–1740)
- Charles VII, Hoàng đế, Vua (1742–1745)
- Francis I, Hoàng đế (1745–1765), Vua (1745–1764)
- Joseph II, Hoàng đế (1765–1790), Vua (1764–1790)
- Leopold II, Hoàng đế, Vua (1790–1792)
- Francis II, Hoàng đế, Vua (1792–1806)

- Reichsvizekanzler: Thủ tướng –

- Dominik Andreas I. von Kaunitz, Vice Chancellor (1698–1705)
- Friedrich Karl von Schönborn-Buchheim, Vice Chancellor (1705–1734)
- Johann Adolf Graf von Metsch, Vice Chancellor (1734–1740)
- Johann Georg Graf von Königsfeld, Vice Chancellor (1742–1745)
- Rudolph Joseph von Colloredo, Vice Chancellor (1745–1788)
- Franz de Paula Gundaker von Colloredo, Vice Chancellor (1789–1806)

Áo
- Quân chủ Habsburg –

Vương tộc Habsburg cai trị dưới nhiều tước hiệu đồng thời
- Leopold I, (1657–1705)
- Joseph I, (1705–1711)
- Charles VI, (1711–1740)
- Maria Theresia, (1740–1780)

Vương tộc Habsburg-Lothringen cai trị dưới nhiều tước hiệu đồng thời
- Joseph II, (1780–1790)
- Leopold II, (1790–1792)
- Francis II, (1792–1835)

Bohemia
- Vương quốc Bohemia –

- Leopold I, Vua (1656–1705)
- Joseph I, Vua (1705–1711)
- Charles III, Vua (1711–1740)
- Maria Theresia, Nữ vương (1740–1780)
- Charles VII, anti-Vua (1741–1743)
- Joseph II, Vua (1780–1790)
- Leopold II, Vua (1790–1792)
- Francis, Vua (1792–1835)

Hungary
- Vương quốc Hungary (1526–1867) –

- Leopold I, Vua (1655–1705)
- Joseph I, Vua (1687–1711)
- Charles III, Vua (1711–1740)
- Maria Theresia, Nữ vương (1740–1780)
- Joseph II, Vua (1780–1790)
- Leopold II, Vua (1790–1792)
- Francis, Vua (1792–1835)

Ba Lan
- Liên bang Ba Lan và Lietuva: Vương quốc Ba Lan –

- August II Mạnh mẽ, Vua và Đại công tước (1697–1706, 1709–1733)
- Stanisław I, Vua và Đại công tước (1704–1709, 1733–1736)
- August III the Saxon, Vua và Đại công tước (1733–1763)
- Stanisław II August, Vua và Đại công tước (1764–1795)

- Công quốc Phổ/Vương quốc Phổ, Phiên bá quốc Brandenburg –

- Frederick I, Công tước (1688–1701), Vua của Phổ (1701–1713), Tuyển hầu tước Brandenburg (1688–1713)
- Frederick William I, Vua, Tuyển hầu tước (1713–1740)
- Frederick II Đại đế, Vua, Tuyển hầu tước (1740–1786)
- Frederick William II, Vua, Tuyển hầu tước (1786–1797)
- Frederick William III, Vua (1797–1840), Tuyển hầu tước (1797–1806)

### Đông Âu
- Hãn quốc Krym –

- Devlet II Giray, Khan (1699–1702)
- Selim I Giray, Khan (1702–1704)
- Ğazı III Giray, Khan (1704–1707)
- Qaplan I Giray, Khan (1707–1708)
- Devlet II Giray, Khan (1709–1713)
- Qaplan I Giray, Khan (1713–1715)
- Devlet III Giray, Khan (1716–1717)
- Saadet IV Giray, Khan (1717–1724)
- Meñli II Giray, Khan (1724–1730)
- Qaplan I Giray, Khan (1730–1736)
- Fetih II Giray, Khan (1736–1737)
- Meñli II Giray, Khan (1737–1740)
- Selamet II Giray, Khan (1740–1743)
- Selim II Giray, Khan (1743–1748)
- Arslan Giray, Khan (1748–1756)
- Halim Giray, Khan (1756–1758)
- Qırım Giray, Khan (1758–1764)
- Selim III Giray, Khan (1765–1767)
- Arslan Giray, Khan (1767)
- Maqsud Giray, Khan (1767–1768)
- Qırım Giray, Khan (1768–1769)
- Devlet IV Giray, Khan (1769–1770)
- Qaplan II Giray, Khan (1770)
- Selim III Giray, Khan (1770–1771)
- Sahib II Giray, Khan (1771–1775)
- Devlet IV Giray, Khan (1775–1777)
- Şahin Giray, Khan (1777–1782)
- Bahadır II Giray, Khan (1782)
- Şahin Giray, Khan (1782–1783)

- Liên bang Ba Lan và Lietuva: Đại công quốc Litva –

- August II, Vua và Đại công tước (1697–1706, 1709–1733)
- Stanisław I, Vua và Đại công tước (1704–1709, 1733–1736)
- August III the Saxon, Vua và Đại công tước (1733–1763)
- Stanisław II August, Vua và Đại công tước (1764–1795)

- Moldavia –

- Constantin Duca, Voivode (1693–1695, 1700–1703)
- Ioan Buhuș, Chancellor (1703, 1709–1710)
- Mihail III Racoviță, Vương công (1703–1705, 1707–1709, 1715–1726)
- Antioh Cantemir, Vương công (1695–1700, 1705–1707)
- Dimitrie Cantemir, Voivode (1693, 1710–1711)
- Nicolae Mavrocordat, Vương công (1709–1710, 1711–1715)
- Lupu Costachi, Kaymakam (1711)
- Ioan Ι Mavrocordat, Vương công (1711)
- Grigore II Ghica, Vương công (1726–1733, 1735–1739, 1739–1741, 1747–1748)
- Constantin Mavrocordat, Vương công (1733–1735, 1741–1743, 1748–1749, 1769)
- Sự chiếm đóng của Nga (1739)
- Ioan II Mavrocordat, Vương công (1743–1747)
- Iordache Stavrachi, Vương công (1749)
- Constantin Racoviță, Vương công (1749–1753, 1756–1757)
- Matei Ghica, Vương công (1753–1756)
- Scarlat Ghica, Vương công (1757–1758)
- Ioan Teodor Callimachi, Vương công (1758–1761)
- Grigore Callimachi, Vương công (1761–1764, 1767–1769)
- Grigore III Ghica, Vương công (1764–1767, 1774–1777)
- Sự chiếm đóng của Nga (1769–1774)
- Constantin Moruzi, Vương công (1777–1782)
- Alexander Mavrocordatos Delibey, Vương công (1782–1785)
- Alexander Mavrocordatos Firaris, Vương công (1785–1786)
- Alexander Ypsilantis, Vương công (1786–1788)
- Frederick Josias, chỉ huy quân sự khi Áo chiếm đóng(1787–1791)
- Emanuel Giani Ruset, Vương công (1788–1789)
- Sự chiếm đóng của Nga (1788–1791)
- Alexandru Moruzi, Vương công (1792, 1802, 1806–1807)
- Mihai Suțu, Vương công (1793–1795)
- Alexandru Callimachi, Vương công (1795–1799)
- Constantin Ipsilanti, Vương công (1799–1801)

- Sa quốc Nga –

- Peter Đại Đế, Sa hoàng (1682–1721), Hoàng đế (1721–1725)

- Đế quốc Nga –

- Peter Đại Đế, Sa hoàng (1682–1721), Hoàng đế (1721–1725)
- Catherine I, Hoàng đế (1725–1727)
- Peter II, Hoàng đế (1727–1730)
- Anna, Hoàng đế (1730–1740)
- Ivan VI, Hoàng đế (1740–1741)
- Elizabeth, Hoàng đế (1741–1762)
- Peter III, Hoàng đế (1762)
- Catherine II, Hoàng đế (1762–1796)
- Paul, Hoàng đế (1796–1801)

- Thân vương quốc Transylvania (1570–1711) –

- Michael II Apafi, Vương công (1690–1696/1701)
- Francis II Rákóczi, Vương công (1704–1711)

- Wallachia –

- Constantin II Brâncoveanu, Vương công (1688–1714)
- Ștefan II Cantacuzino, Vương công (1714–1715)
- Phanariote rule (1715–1821)
- Nicolae Mavrocordat, Vương công (1715–1716, 1719–1730)
- Habsburg chiếm đóng (1716)
- Ioan Mavrocordat, Vương công (1716–1719)
- Constantin Mavrocordat, Vương công (1730, 1731–1733, 1735–1741, 1744–1748, 1756–1758, 761–1763)
- Mihai Racoviță, Vương công (1730–1731, 1741–1744)
- Grigore II Ghica, Vương công (1733–1735, 1748–1752)
- Matei Ghica, Vương công (1752–1753)
- Constantin Racoviță, Vương công (1753–1756, 1763–1764)
- Scarlat Ghica, Vương công (1758–1761, 1765–1766)
- Ștefan Racoviță, Vương công (1764–1765)
- Alexandru I Ghica, Vương công (1766–1768)
- Sự chiếm đóng của Nga (1768)
- Grigore III Ghica, Vương công (1768–1769)
- Sự chiếm đóng của Nga (1769–1770)
- Emanuel Giani Ruset, Vương công (1770–1771)
- Alexander Ypsilantis, Vương công (1774–1782, 1796–1797)
- Nicolae Caragea, Vương công (1782–1783)
- Mihai Suțu, Vương công (1783–1786, 1791–1793, 1801–1802)
- Nicolae Mavrogheni, Vương công (1786–1789)
- Vương công Josias của Saxe-Coburg, Tổng tư lệnh (1789–1790)
- Alexandru Moruzi, Vương công (1793–1796, 1799–1801)
- Constantin Hangerli, Vương công (1797–1799)

Ukraine
- Vương quốc Galicia và Lodomeria –

1772–1795, một phần của Quân chủ Habsburg
- Maria Theresia, Nữ vương (1772–1780)
- Joseph II, Vua (1780–1790)
- Leopold II, Vua (1790–1792)

1795–1804, một phần của Quân chủ Habsburg
- Leopold II, Vua (1790–1792)
- Francis II, Vua (1792–1835)

### Bắc Âu
Đan Mạch – Na Uy
- Đan Mạch–Na Uy –

- Frederick IV, Vua (1699–1730)
- Christian VI, Vua (1730–1746)
- Frederick V, Vua (1746–1766)
- Christian VII, Vua (1766–1808)

- Công quốc Schleswig –

- Frederick IV, Công tước (1695–1702)
- Frederick IV, Công tước (1699–1730)
- Charles Frederick, Công tước (1702–1713)
- Christian VI, Công tước (1730–1746)
- Frederick V, Công tước (1746–1766)
- Christian VII, Công tước (1766–1808)

Thụy Điển
- Đế quốc Thụy Điển –

- Charles XII, Vua (1697–1718)

- Thụy Điển: Thời đại Liberty, Thời đại Gustav –

- Ulrika Eleonora, Nữ hoàng (1718–1720)
- Frederick I, Vua (1720–1751)
- Adolf Frederick, Vua (1751–1771)
- Gustav III, Vua (1771–1792)
- Gustav IV Adolf, Vua (1792–1809)

### Trung tâm Nam Âu
Italy: Thánh chế La Mã
- Cộng hòa Cisalpine –

Cộng hòa chị em của Đệ Nhất Cộng hòa Pháp, 1797–1802
- Francesco Melzi d'Eril, Pietro Verri, Giuseppe Parini, Alessandro Volta, Hội đồng Đốc chính (1797–1799)

- Cộng hòa Liguria –

- Girolamo Luigi Durazzo, Doge (1797–1805)

- Công quốc Mantua –

- Ferdinando Carlo, Công tước (1665–1708)

- Công quốc Massa và Carrara –

- Carlo II Cybo-Malaspina, Công tước và Vương công (1690–1710)
- Alberico III Cybo-Malaspina, Công tước và Vương công (1710–1715)
- Alderamo Cybo-Malaspina, Công tước và Vương công (1715–1731)
- Maria Teresa Cybo-Malaspina, Công tước và Vương công (1731–1790)
- Maria Beatrice, Nữ Công tước và Vương công (1790–1796, 1815–1829)

- Công quốc Montferrat –

- Ferdinand Charles, Duke (1665–1708)

- Vương quốc Sardegna –

- Victor Amadeus II, Vua (1720–1730)
- Charles Emmanuel III, Vua (1730–1773)
- Victor Amadeus III, Vua (1773–1796)
- Charles Emmanuel IV, Vua (1796–1802)

- Nhà nước Giáo hoàng –

- Innocent XII, Giáo hoàng (1691–1700)
- Clement XI, Giáo hoàng (1700–1721)
- Innocent XIII, Giáo hoàng (1721–1724)
- Benedict XIII, Giáo hoàng (1724–1730)
- Clement XII, Giáo hoàng (1730–1740)
- Benedict XIV, Giáo hoàng (1740–1758)
- Clement XIII, Giáo hoàng(1758–1769)
- Clement XIV, Giáo hoàng (1769–1774)
- Pius VI, Giáo hoàng (1775–1799)
- Pius VII, Giáo hoàng (1800–1823)

- Công quốc Parma –

- Francesco, Công tước (1694–1727)
- Antonio, Công tước (1727–1731)
- Charles I, Công tước (1731–1735)
- Charles II, Công tước (1735–1740)
- Maria Theresia, Công tước (1740–1748)
- Philip, Công tước (1748–1765)
- Ferdinand, Công tước (1765–1802)

- San Marino

- Đại chấp chính–

- Ottavio Leonardelli, Marino Beni, Đại Nhiếp chính(1700–1701)
- Alfonso Tosini, Francesco Moracci, Đại Nhiếp chính(1701)
- Giuliano Belluzzi, Lorenzo Giangi, Đại Nhiếp chính(1701–1702)
- Giuseppe Loli, Melchiorre Martelli, Đại Nhiếp chính(1702)
- Giovanni Antonio Belluzzi, Gaspare Calbini, Đại Nhiếp chính(1702–1703)
- Bernardino Leonardelli, Giovanni Antonio Fattori, Đại Nhiếp chính(1703)
- Oncủa rio Oncủa ri, Baldassarre Tini, Đại Nhiếp chính(1703–1704)
- Ottavio Leonardelli, Pietro Francini, Đại Nhiếp chính(1704)
- Giambattista Tosini, Tommaso Ceccoli, Đại Nhiếp chính(1704–1705)
- Gian Giacomo Angeli, Lorenzo Giangi, Đại Nhiếp chính(1705)
- Giuseppe Loli, Melchiorre Martelli, Đại Nhiếp chính(1705–1706)
- Giovanni Cionini, Gaspare Calbini, Đại Nhiếp chính(1706)
- Francesco Maccioni, Giambattista Ceccoli, Đại Nhiếp chính(1706–1707)
- Oncủa rio Oncủa ri, Giuseppe Zampini, Đại Nhiếp chính(1707)
- Federico Gozi, Francesco Moracci, Đại Nhiếp chính(1707–1708)
- Giuliano Belluzzi, Tommaso Ceccoli, Đại Nhiếp chính(1708)
- Marino Enea Bonelli, Baldassarre Tini, Đại Nhiếp chính(1708–1709)
- Gian Giacomo Angeli, Francesco Giangi, Đại Nhiếp chính(1709)
- Giovanni Antonio Belluzzi, Giovanni Antonio Fattori, Đại Nhiếp chính(1709–1710)
- Giovanni Cionini, Melchiorre Martelli, Đại Nhiếp chính(1710)
- Francesco Maccioni, Pietro Francini, Đại Nhiếp chính(1710–1711)
- Giuseppe Loli, Girolamo Martelli, Đại Nhiếp chính(1711)
- Federico Gozi, Giuseppe Zampini, Đại Nhiếp chính(1711–1712)
- Oncủa rio Oncủa ri, Giovanni Martelli, Đại Nhiếp chính(1712)
- Gian Giacomo Angeli, Bartolomeo Bedetti, Đại Nhiếp chính(1712–1713)
- Giovanni Antonio Belluzzi, Giovanni Antonio Fattori, Đại Nhiếp chính(1713)
- Giuliano Belluzzi, Tommaso Ceccoli, Đại Nhiếp chính(1713–1714)
- Giuseppe Oncủa ri, Lorenzo Giangi, Đại Nhiếp chính(1714)
- Giuseppe Loli, Pietro Francini, Đại Nhiếp chính(1714–1715)
- Giovanni Paolo Valloni, Giuseppe Zampini, Đại Nhiếp chính(1715)
- Bernardino Leonardelli, Marino Enea Bonelli, Đại Nhiếp chính(1715–1716)
- Gian Giacomo Angeli, Giovanni Martelli, Đại Nhiếp chính(1716)
- Francesco Maria Belluzzi, Bartolomeo Bedetti, Đại Nhiếp chính(1716–1717)
- Federico Gozi, Girolamo Martelli, Đại Nhiếp chính(1717)
- Ottavio Leonardelli, Francesco Giangi, Đại Nhiếp chính(1717–1718)
- Giuliano Belluzzi, Marino Beni, Đại Nhiếp chính(1718)
- Tranquillo Manenti Belluzzi, Tommaso Ceccoli, Đại Nhiếp chính(1718–1719)
- Giovanni Paolo Valloni, Baldassarre Tini/ Francesco Moracci, Đại Nhiếp chính(1719)
- Gian Giacomo Angeli, Lorenzo Giangi, Đại Nhiếp chính(1719–1720)
- Benedetto Belluzzi, Giovanni Martelli, Đại Nhiếp chính(1720)
- Marino Enea Bonelli, Bartolomeo Bedetti, Đại Nhiếp chính(1720–1721)
- Federico Gozi, Girolamo Martelli, Đại Nhiếp chính(1721)
- Bernardino Leonardelli, Francesco Giangi, Đại Nhiếp chính(1721–1722)
- Francesco Maria Belluzzi, Marino Beni, Đại Nhiếp chính(1722)
- Valerio Maccioni, Pier Antonio Ugolini, Đại Nhiếp chính(1722–1723)
- Giuseppe Oncủa ri, Tommaso Ceccoli, Đại Nhiếp chính(1723)
- Pietro Loli, Giovanni Martelli, Đại Nhiếp chính(1723–1724)
- Giovanni Paolo Valloni, Biagio Antonio Martelli, Đại Nhiếp chính(1724)
- Marino Enea Bonelli, Bartolomeo Bedetti, Đại Nhiếp chính(1724–1725)
- Gian Giacomo Angeli, Lorenzo Giangi, Đại Nhiếp chính(1725)
- Federico Gozi, Marino Beni, Đại Nhiếp chính(1725–1726)
- Tranquillo Manenti Belluzzi, Girolamo Martelli, Đại Nhiếp chính(1726)
- Valerio Maccioni, Pier Antonio Ugolini, Đại Nhiếp chính(1726–1727)
- Giuseppe Oncủa ri, Tommaso Ceccoli, Đại Nhiếp chính(1727)
- Gentile Maria Maggio, Giovanni Martelli, Đại Nhiếp chính(1727–1728)
- Francesco Maria Belluzzi, Biagio Antonio Martelli, Đại Nhiếp chính(1728)
- Marino Enea Bonelli, Bernardino Capicchioni, Đại Nhiếp chính(1728–1729)
- Giovanni Paolo Valloni, Francesco Giangi, Đại Nhiếp chính(1729)
- Gian Giacomo Angeli, Giovanni Andrea Beni, Đại Nhiếp chính(1729–1730)
- Valerio Maccioni, Pier Antonio Ugolini, Đại Nhiếp chính(1730)
- Tranquillo Manenti Belluzzi, Girolamo Martelli, Đại Nhiếp chính(1730–1731)
- Giuseppe Oncủa ri, Lodovico Anatucci, Đại Nhiếp chính(1731)
- Giovanni Antonio Leonardelli, Bartolomeo Bedetti, Đại Nhiếp chính(1731–1732)
- Giovanni Benedetto Belluzzi, Giovanni Martelli, Đại Nhiếp chính(1732)
- Valerio Maccioni, Vincenzo Moracci, Đại Nhiếp chính(1732–1733)
- Francesco Maria Belluzzi, Giovanni Maria Giangi, Đại Nhiếp chính(1733)
- Giovanni Paolo Valloni, Giovanni Maria Beni, Đại Nhiếp chính(1733–1734)
- Marino Enea Bonelli, Tommaso Capicchioni, Đại Nhiếp chính(1734)
- Giuseppe Oncủa ri, Lodovico Anatucci, Đại Nhiếp chính(1734–1735)
- Tranquillo Manenti Belluzzi, Biagio Antonio Martelli, Đại Nhiếp chính(1735)
- Federico Tosini, Pier Antonio Ugolini, Đại Nhiếp chính(1735–1736)
- Gian Giacomo Angeli, Girolamo Martelli, Đại Nhiếp chính(1736)
- Francesco Maria Belluzzi, Giovanni Maria Giangi, Đại Nhiếp chính(1736–1737)
- Valerio Maccioni, Vincenzo Moracci, Đại Nhiếp chính(1737)
- Filippo Manenti Belluzzi, Giuliano Malpeli, Đại Nhiếp chính(1737–1738)
- Giuseppe Oncủa ri, Giovanni Maria Beni, Đại Nhiếp chính(1738)
- Giovanni Antonio Leonardelli, Giovanni Martelli, Đại Nhiếp chính(1738–1739)
- Giovanni Benedetto Belluzzi, Biagio Antonio Martelli, Đại Nhiếp chính(1739)
- Gian Giacomo Angeli, Alfonso Giangi, Đại Nhiếp chính(1739–1740)
- Gaspare Fogli, Gonfalonier (1739), trong cuộc xâm lược của Hồng y Giulio Alberoni
- Marino Enea Bonelli, Alfonso Giangi, Đại Nhiếp chính(1740)
- Giuseppe Oncủa ri, Vincenzo Moracci, Đại Nhiếp chính(1740–1741)
- Giovanni Maria Giangi, Marino Tini, Đại Nhiếp chính(1741)
- Lodovico Belluzzi, Pier Antonio Ugolini, Đại Nhiếp chính(1741–1742)
- Girolamo Gozi, Giovanni Martelli, Đại Nhiếp chính(1742)
- Biagio Antonio Martelli, Domenico Bertoni, Đại Nhiếp chính(1742–1743)
- Filippo Manenti Belluzzi, Filippo Fabbrini, Đại Nhiếp chính(1743)
- Giacomo Begni, Francesco Antonio Righi, Đại Nhiếp chính(1743–1744)
- Giuseppe Oncủa ri, Alfonso Giangi, Đại Nhiếp chính(1744)
- Giovanni Maria Giangi, Vincenzo Moracci, Đại Nhiếp chính(1744–1745)
- Giambattista Zampini, Pompeo Zoli, Đại Nhiếp chính(1745)
- Girolamo Gozi, Tommaso Capicchioni, Đại Nhiếp chính(1745–1746)
- Lodovico Belluzzi, Marc' Antonio Tassini, Đại Nhiếp chính(1746)
- Filippo Manenti Belluzzi, Domenico Bertoni, Captains Nhiếp chính(1746–1747)
- Giacomo Begni, Ottavio Fazzini, Đại Nhiếp chính(1747)
- Biagio Antonio Martelli, Giovanni Martelli, Đại Nhiếp chính(1747–1748)
- Giovanni Marino Giangi, Francesco Antonio Righi, Đại Nhiếp chính(1748)
- Costantino Bonelli, Pompeo Zoli, Đại Nhiếp chính(1748–1749)
- Giuseppe Oncủa ri, Vincenzo Moracci, Đại Nhiếp chính(1749)
- Lodovico Belluzzi, Marc' Antonio Tassini, Đại Nhiếp chính(1749–1750)
- Filippo Manenti Belluzzi, Pier Antonio Ugolini, Đại Nhiếp chính(1750)
- Giovanni Antonio Leonardelli, Alfonso Giangi, Đại Nhiếp chính(1750–1751)
- Aurelio Valloni, Filippo Fabbrini, Đại Nhiếp chính(1751)
- Giovanni Maria Giangi, Marino Tini, Đại Nhiếp chính(1751–1752)
- Giacomo Begni, Pompeo Zoli, Đại Nhiếp chính(1752)
- Costantino Bonelli, Giovanni Martelli, Đại Nhiếp chính(1752–1753)
- Giuseppe Oncủa ri, Giuseppe Franzoni, Đại Nhiếp chính(1753)
- Filippo Manenti Belluzzi, Marc' Antonio Tassini, Đại Nhiếp chính(1753–1754)
- Girolamo Gozi, Vincenzo Moracci, Đại Nhiếp chính(1754)
- Francesco Maccioni, Ottavio Fazzini, Đại Nhiếp chính(1754–1755)
- Biagio Antonio Martelli, Giuseppe Bertoni, Đại Nhiếp chính(1755)
- Giacomo Begni, Paolo Tini, Đại Nhiếp chính(1755–1756)
- Marino Belluzzi, Francesco Casali, Đại Nhiếp chính(1756)
- Giovanni Beni, Francesco Antonio Righi, Đại Nhiếp chính(1756–1757)
- Giambattista Angeli, Marc' Antonio Tassini, Đại Nhiếp chính(1757)
- Filippo Manenti Belluzzi, Antonio Capicchioni, Đại Nhiếp chính(1757–1758)
- Lodovico Belluzzi, Marino Tini, Đại Nhiếp chính(1758)
- Giovanni Maria Giangi, Giuseppe Franzoni, Đại Nhiếp chính(1758–1759)
- Giacomo Begni, Pompeo Zoli, Đại Nhiếp chính(1759)
- Giovanni Antonio Leonardelli, Filippo Fazzini, Đại Nhiếp chính(1759–1760)
- Aurelio Valloni, Francesco Antonio Righi, Đại Nhiếp chính(1760)
- Giambattista Angeli, Giovanni Pietro Martelli, Đại Nhiếp chính(1760–1761)
- Francesco Maccioni, Marino Martelli, Đại Nhiếp chính(1761)
- Filippo Manenti, Marc' Antonio Tassini, Đại Nhiếp chính(1761–1762)
- Giovanni Maria Giangi, Giuseppe Bertoni, Đại Nhiếp chính(1762)
- Giambattista Zampini, Pompeo Zoli, Đại Nhiếp chính(1762–1763)
- Giambattista Bonelli, Filippo Fazzini, Đại Nhiếp chính(1763)
- Girolamo Gozi, Paolo Tini, Đại Nhiếp chính(1763–1764)
- Giambattista Angeli, Antonio Capicchioni, Đại Nhiếp chính(1764)
- Giovanni Antonio Leonardelli, Marino Martelli, Đại Nhiếp chính(1764–1765)
- Filippo Manenti, Marc' Antonio Tassini, Đại Nhiếp chính(1765)
- Francesco Begni, Francesco Benedetti, Đại Nhiếp chính(1765–1766)
- Filippo Belluzzi, Pompeo Zoli, Đại Nhiếp chính(1766)
- Giuseppe Giannini, Giuseppe Franzoni, Đại Nhiếp chính(1766–1767)
- Francesco Maccioni, Filippo Fazzini, Đại Nhiếp chính(1767)
- Giambattista Angeli, Giuseppe Bertoni, Đại Nhiếp chính(1767–1768)
- Giuliano Gozi, Francesco Casali, Đại Nhiếp chính(1768)
- Costantino Bonelli, Giovanni Antonio Malpeli, Đại Nhiếp chính(1768–1769)
- Baldassarre Giangi, Marc' Antonio Tassini, Đại Nhiếp chính(1769)
- Filippo Manenti, Francesco Antonio Casali, Đại Nhiếp chính(1769–1770)
- Gaetano Belluzzi, Pompeo Zoli, Đại Nhiếp chính(1770)
- Giuseppe Giannini, Antonio Capicchioni, Đại Nhiếp chính(1770–1771)
- Giambattista Angeli, Filippo Fazzini, Đại Nhiếp chính(1771)
- Giuliano Gozi, Angelo Ortolani, Đại Nhiếp chính(1771–1772)
- Sebastiano Oncủa ri, Giuseppe Bertoni, Đại Nhiếp chính(1772)
- Baldassarre Giangi, Francesco di Livio Casali, Đại Nhiếp chính(1772–1773)
- Costantino Bonelli, Giovanni Antonio Malpeli, Đại Nhiếp chính(1773)
- Francesco Manenti, Pompeo Zoli, Đại Nhiếp chính(1773–1774)
- Gaetano Belluzzi, Antonio Capicchioni, Đại Nhiếp chính(1774)
- Giuliano Belluzzi, Francesco Antonio Casali, Đại Nhiếp chính(1774–1775)
- Giuliano Gozi, Angelo Ortolani, Đại Nhiếp chính(1775)
- Giambattista Angeli, Girolamo Paoloni, Đại Nhiếp chính(1775–1776)
- Giuseppe Giannini, Antimo Meloni, Đại Nhiếp chính(1776)
- Francesco Oncủa ri, Francesco di Livio Casali, Đại Nhiếp chính(1776–1777)
- Costantino Bonelli, Francesco Moracci, Đại Nhiếp chính(1777)
- Pier Antonio Leonardelli, Giovanni Antonio Malpeli, Đại Nhiếp chính(1777–1778)
- Baldassarre Giangi, Francesco Antonio Casali/ Alessandro Martelli, Đại Nhiếp chính(1778)
- Giambattista Bonelli, Pier Francesco Meloni, Đại Nhiếp chính(1778–1779)
- Giuliano Gozi, Angelo Ortolani, Đại Nhiếp chính(1779)
- Filippo Belluzzi, Pompeo Zoli, Đại Nhiếp chính(1779–1780)
- Francesco Manenti, Antonio Capicchioni, Đại Nhiếp chính(1780)
- Costantino Bonelli, Francesco di Livio Casali, Đại Nhiếp chính(1780–1781)
- Pier Antonio Leonardelli, Girolamo Paoloni, Đại Nhiếp chính(1781)
- Baldassarre Giangi, Giovanni Antonio Malpeli, Đại Nhiếp chính(1781–1782)
- Giambattista Bonelli, Antimo Meloni, Đại Nhiếp chính(1782)
- Giuseppe Giannini, Francesco Malpeli, Đại Nhiếp chính(1782–1783)
- Francesco Begni, Pompeo Zoli, Đại Nhiếp chính(1783)
- Giuliano Gozi, Pier Francesco Vita, Đại Nhiếp chính(1783–1784)
- Giambattista Zampini, Angelo Ortolani, Đại Nhiếp chính(1784)
- Francesco Manenti, Marino Francesconi, Đại Nhiếp chính(1784–1785)
- Marino Giangi, Giovanni Antonio Malpeli, Đại Nhiếp chính(1785)
- Pier Antonio Leonardelli, Girolamo Paoloni, Đại Nhiếp chính(1785–1786)
- Giambattista Bonelli, Matteo Martelli, Đại Nhiếp chính(1786)
- Giuliano Gozi, Francesco Faetani, Đại Nhiếp chính(1786–1787)
- Giuliano Gozi, Francesco Faetani, Đại Nhiếp chính(1787)
- Francesco Oncủa ri, Francesco Tini, Đại Nhiếp chính(1787–1788)
- Giambattista Bonelli, Giovanni Filippi, Đại Nhiếp chính(1788)
- Francesco Begni, Filippo Fazzini, Đại Nhiếp chính(1788–1789)
- Giuliano Belluzzi, Silvestro Masi, Đại Nhiếp chính(1789)
- Marino Giangi, Francesco Belzoppi, Đại Nhiếp chính(1789–1790)
- Mariano Begni, Matteo Martelli, Đại Nhiếp chính(1790)
- Filippo Belluzzi, Antonio Capicchioni, Đại Nhiếp chính(1790–1791)
- Francesco Giannini, Antimo Meloni, Đại Nhiếp chính(1791)
- Antonio Oncủa ri, Girolamo Paoloni, Đại Nhiếp chính(1791–1792)
- Giuliano Gozi, Giovanni Filippi, Đại Nhiếp chính(1792)
- Giambattista Bonelli, Marino Francesconi, Đại Nhiếp chính(1792–1793)
- Giuliano Belluzzi, Marino Tassini, Đại Nhiếp chính(1793)
- Marino Giangi, Felice Caroti, Đại Nhiếp chính(1793–1794)
- Marino Begni, Antonio Capicchioni, Đại Nhiếp chính(1794)
- Filippo Belluzzi, Pier Vincenzo Giannini, Đại Nhiếp chính(1794–1795)
- Giuseppe Mercuri, Angelo Ortolani, Đại Nhiếp chính(1795)
- Francesco Giannini, Livio Casali, Đại Nhiếp chính(1795–1796)
- Giuliano Gozi, Matteo Martelli, Đại Nhiếp chính(1796)
- Antonio Oncủa ri, Marino Francesconi, Đại Nhiếp chính(1796–1797)
- Giuliano Belluzzi, Girolamo Paoloni, Đại Nhiếp chính(1797)
- Annibale Gozi, Antonio Capicchioni, Đại Nhiếp chính(1797–1798)
- Marino Begni, Alessandro Righi, Đại Nhiếp chính(1798)
- Marino Giangi, Vincenzo Belzoppi, Đại Nhiếp chính(1798–1799)
- Francesco Giannini, Pietro Zoli, Đại Nhiếp chính(1799)
- Camillo Bonelli, Livio Casali, Đại Nhiếp chính(1799–1800)
- Francesco Faetani, Matteo Martelli, Đại Nhiếp chính(1800)

- Giuseppe Mercuri, Pier Vincenzo Giannini, Captains Nhiếp chính(1800–1801)

- Đại công quốc Toscana –

- Cosimo III, Đại công tước (1670–1723)
- Gian Gastone, Đại công tước (1723–1737)
- Francesco Stefano, Đại công tước (1737–1765)
- Leopoldo I, Đại công tước (1765–1790)
- Ferdinando III, Đại công tước (1790–1801, 1814–1824)

- Cộng hòa Venezia –

- Alvise II Mocenigo, Tổng đốc (1700–1709)
- Giovanni II Cornaro, Tổng đốc (1709–1722)
- Sebastiano Mocenigo, Tổng đốc(1722–1732)
- Carlo Ruzzini, Tổng đốc (1732–1735)
- Alvise Pisani, Tổng đốc (1735–1741)
- Pietro Grimani, Tổng đốc (1741–1752)
- Francesco Loredan, Tổng đốc(1752–1762)
- Marco Foscarini, Tổng đốc (1762–1763)
- Alvise Giovanni Mocenigo, Tổng đốc (1763–1779)
- Paolo Renier, Tổng đốc (1779–1789)
- Ludovico Manin, Tổng đốc (1789–1797)

Italy: Miền Nam
- Vương quốc Napoli –

- Philip IV, Vua (1700–1713)
- Charles VI, Vua (1713–1734/35)
- Charles VII, Vua (1734–1759)
- Ferdinand IV, Vua (1759–1799)
- Jean Étienne Championnet, Nhà độc tài quân sự (1799)
- Jacques MacDonald, Nhà độc tài quân sự (1799)
- Ferdinand IV, Vua (1799–1806)

- Vương quốc Trinacria: Sicily –

- Philip V, Vua (1700–1713)
- Victor Amadeus, Vua (1713–1720)
- Charles IV, Vua (1720–1735)
- Charles V, Vua (1735–1759)
- Ferdinand IV, Vua của Sicily (1759–1816), của Naples (1815–1816), của the Two Sicilies (1816–1825)

Malta
- Hospitaller Malta –

- Ramón Perellós, Grand Master (1697–1720)
- Marc'Antonio Zondadari, Grand Master (1720–1722)
- António Manoel de Vilhena, Grand Master (1722–1736)
- Ramón Despuig, Grand Master (1736–1741)
- Manuel Pinto da Fonseca, Grand Master (1741–1773)
- Francisco Ximénez de Tejada, Grand Master (1773–1775)
- Emmanuel de Rohan-Polduc, Grand Master (1775–1797)
- Ferdinand von Hompesch, Grand Master (1797–1798)

- Cơ quan bảo hộ Malta –

Chính phủ bảo hộ của Anh, 1800–1813
- Gozo –

- Ferdinand, Vua (1798–1802)

### Tây Nam
Andorra
- Andorra

- Hoàng tử –

- Julià Cano Thebar, Hoàng tử đồng Giám mục (1695–1714)
- Simeó de Guinda i Apeztegui, Hoàng tử đồng Giám mục (1714–1737)
- Jordi Curado i Torreblanca, Hoàng tử đồng Giám mục (1738–1747)
- Sebastià de Victoria Emparán y Loyola, Hoàng tử đồng Giám mục (1747–1756)
- Francesc Josep Catalán de Ocón, Hoàng tử đồng Giám mục (1757–1762)
- Francesc Fernández de Xátiva y Contreras, Hoàng tử đồng Giám mục (1763–1771)
- Joaquín de Santiyán y Valdivielso, Hoàng tử đồng Giám mục (1771–1779)
- Juan de García y Montenegro, Hoàng tử đồng Giám mục (1780–1783)
- Josep de Boltas, Hoàng tử đồng Giám mục (1785–1795)
- Francesc Antoni de la Dueña y Cisneros, Hoàng tử đồng Giám mục (1797–1816)

- Hoàng tử Pháp –

- Louis XIV, Đồng hoàng tử Pháp (1643–1715)
- Louis XV, Đồng hoàng tử Pháp (1715–1774)
- Louis XVI, Đồng hoàng tử Pháp (1774–1792)

Bồ Đào Nha
- Vương quốc Bồ Đào Nha –

- Peter II, Vua (1683–1706)
- John V, Vua (1706–1750)
- Joseph I, Vua (1750–1777)
- Maria I, Nữ hoàng (1777–1816)

Tây Ban Nha
- Bourbon Tây Ban Nha

- Quốc vương –

- Charles của Áo, với tư cách là Charles III, Vuatranh chấp (1703–1715)
- Philip V, Vua (1700–1724)
- Louis I, Vua (1724)
- Philip V, Vua (1724–1746)
- Ferdinand VI, Vua (1746–1759)
- Charles III, Vua (1759–1788)
- Charles IV, Vua (1788–1808)

### Tây Âu
Pháp
- Vương quốc Pháp: Chế độ cũ –

- Louis XIV, Vua (1643–1715)
- Louis XV, Vua (1715–1774)
- Louis XVI, Vua (1774–1791 / 1791–1792)

- Vương quốc Pháp (1791–1792) –

- Louis XVI, Vua (1774–1791 / 1791–1792)

- Đệ nhất Cộng hòa Pháp–

- Georges Danton, Chủ tịch Hội đồng Bảo vệ nhà nước (1792)
- Jean-Marie Roland de la Platière, Chủ tịch Hội đồng Bảo vệ nhà nước (1792–1793)
- Étienne Clavière, Chủ tịch Hội đồng Bảo vệ nhà nước (1793)
- Georges Danton, Chủ tịch Hội đồng Bảo vệ nhà nước (1793)
- Maximilien Robespierre, Chủ tịch Hội đồng Bảo vệ nhà nước (1793–1794)
- Lazare Carnot, Chủ tịch Hội đồng Bảo vệ nhà nước (1794)
- Jean-Jacques-Régis de Cambacérès, Chủ tịch Hội đồng Bảo vệ nhà nước (1794)
- Lazare Carnot, Chủ tịch Hội đồng Bảo vệ nhà nước (1794–1795)
- Jean-Jacques-Régis de Cambacérès, Chủ tịch Hội đồng Bảo vệ nhà nước (1795)
- Lazare Carnot, Bộ trưởng Bộ Tư Pháp (1795–1797)
- Paul Barras, Chủ tịch Hội đồng Bảo vệ nhà nước (1797–1799)
- Emmanuel Joseph Sieyès, Chủ tịch Hội đồng Bảo vệ nhà nước (1799)
- Napoleon Bonaparte, Lãnh sự thứ nhất (1799–1804)

Pháp
- Hạt Anjou –

- Louis đáng yêu, Công tước (1710–1715)
- Philip, Công tước (1730–1733)
- Louis the Desired, Công tước (1755–1795)

- Cộng hòa Corse –

- Pasquale Paoli, Tổng thống (1755–1769)

- Monaco –

- Louis I, Vương công (1662–1701)
- Antonio I, Vương công (1701–1731)
- Louise Hippolyte, Vương công (1731)
- Jacques I, Vương công (1731–1733)
- Honoré III, Vương công (1733–1793)

- Công quốc Nevers –

- Philippe Jules Mancini, Công tước (1661–1707)
- Philip Julius Francis Mancini, Công tước (1707–1768)
- Louis-Jules Mancini, Công tước (1768–1798)

Vùng đất Thấp
- Cộng hòa Hà Lan

- Stadtholder –

- William III, Stadtholder (1672–1702)
- William IV, Stadtholder (1747–1751)
- William V, Stadtholder (1751–1795)

- Grand pensionaries –

- Anthonie Heinsius, Grand Pensionary (1689–1720)
- Isaac van Hoornbeek, Grand Pensionary (1720–1727)
- Simon van Slingelandt, Grand Pensionary (1727–1736)
- Anthonie van der Heim, Grand Pensionary (1737–1746)
- Willem Buys, Grand Pensionary (1746)
- Jacob Gilles, Grand Pensionary (1747–1749)
- Pieter Steyn, Grand Pensionary (1749–1772)
- Pieter van Bleiswijk, Grand Pensionary (1772–1787)
- Laurens Pieter van de Spiegel, Grand Pensionary (1787–1795)

- Cộng hòa Batavia –

- Uitvoerend Bewind (1798–1801)

- Công quốc Artois –

- Philip V, Bá tước (1700–1713)
- Charles IV, Bá tước (1713–1740)
- Maria Theresia, Nữ Bá tước (1740–1780)

- Công quốc Drenthe –

- William III, Stadtholder (1696–1702)
- Thời kỳ không có Stadtholder thứ hai, Stadtholder (1702–1722)
- William IV, Stadtholder (1722–1751)
- William V, Stadtholder (1751–1795)

- Công quốc Flanders –

- Philip VII, Bá tước (1700–1706)
- Charles V, Bá tước (1714–1740)
- Maria Theresia, Nữ Bá tước (1740–1780)
- Francis I, Bá tước (1740–1765)
- Joseph I, Bá tước (1780–1790)
- Leopold, Bá tước (1790–1792)
- Francis II, Bá tước (1792–1835)

- Lãnh địa Frisia –

- John William Friso, Stadtholder (1696–1711)
- William IV, Stadtholder (1711–1747)

- Lãnh địa Groningen –

- Henriette Amalia von Anhalt, Nhiếp chính(1696–1707)
- John William Friso, Stadtholder (1696–1711)
- Marie Louise von Hessen-Kassel, nhiếp chính cho William IV, Stadtholder (1711–1729)
- William IV, Stadtholder (1711–1747)

- Công quốc Guelders –

- William III, Stadtholder (1675–1702)
- Thời kỳ không có Stadtholder thứ hai (1702–1722)
- William IV, Stadtholder (1722–1747)

- Công quốc Hà Lan, Lãnh địa Utrecht, Bá quốc Zeeland –

- William III, Stadtholder (1672–1702)
- Thời kỳ không có Stadtholder thứ hai (1702–1747)

- Lãnh địa Overijssel –

- William III, Stadtholder (1675–1702)
- Second Stadtholderless Period, Stadtholder (1702–1747)
- William IV, Stadtholder (1747–1751)
- William V, Stadtholder (1751–1795)

### Kavkaz
Azerbaijan
- Hãn quốc Baku –

- Mirza Muhammad II, Khan (1797–1801)
- Husayn Quli, Khan (1801–1806)

- Hãn quốc Ganja –

- Javad, Khan (1786–1804)

- Hãn quốc Nakhichevan –[64]

- Kalbali, Khan (1787–1823)
- Ehsan Kangarlu, Khan (1823–1828)
- Karim Kangarlu, Khan (1828–1834)

- Quba Khanate –

- Shaykh Ali Agha, Khan (1791–1806)
- Husayn, Khan (1806–1816)

Georgia
- Công quốc Abkhazia –

- Rostom, Vương công (1700–1730)
- Manuchar, Vương công (1730–1750)
- Zurab, Vương công (1750–1780)
- Keilash Ahmed-Bey, Vương công (1780–1808)

- Vương quốc Imereti –

- Simon, Vua (1699–1701)
- Mamia III, Vua (1701–1702, 1711, 1713)
- George VI, Vua (1702–1707)
- George VII, Vua (1707–1711, 1712–1713, 1713–1716, 1719–1720)
- George IV, Vua (1716)
- Alexander V, Vua (1720–1741, 1741–1746, 1749–1752)
- George IX, Vua (1741)
- Mamuka, Vua (1746–1749)
- Solomon I, Vua (1752–1766, 1768–1784)
- Teimuraz, Vua (1766–1768)
- David II, Vua (1784–1789, 1790–1791)
- Solomon II, Vua (1789–1790, 1792–1810)

- Vương quốc Kakheti –

direct Persian rule (1676–1703)
- David II, Vua (1703–1722)
- Constantine II, Vua chư hầu của Ottoman (1722–1732)
- Teimuraz II, Vua chư hầu của Ottoman (1732–1735), Vua chư hầu Ba Tư (1735–1744)
- Heraclius II, Vua (1744–1762)

- Vương quốc Kartli –

- Heraclius I, Vua (1688–1703)
- George XI, Vua (1676–1688, 1703–1709)
- Levan, Vua (1709)
- Kaikhosro, Vua (1709–1711)
- Jesse, Vua (1714–1716, 1724–1727)
- Vakhtang VI, Vua (1716–1724)
- Bakar, Vua (1716–1719)
- Constantine II, Vua (1722–1732)
- Ali Mirza, Viceroy (1735–c.1737)
- Teimuraz II, Vua (1744–1762)

- Vương quốc Kartli-Kakheti –

- Heraclius II, Vua (1762–1798)
- George XII, Vua (1798–1800)
- David Bagrationi, Nhiếp chính(1800–1801)

Nga: Dagestan
- Hãn quốc Avar –

- Umma, Khan (1774–1801)

- Hãn quốc Gazikumukh –

- Surkhay ibn Muhammad, Khan (1789–1820)
- Aslan ibn Shakhmardan, Khan (1820–1836)
- Nutsal-Aga ibn Aslan, Khan (1836–1836)
- Muhammad-Mirza ibn Aslan, Khan (1836–1838)
- Ummu Kulsum-Beke, Khan (1838–1841)
- Abdurrahman ibn Umar, Khan (1841–1847)
- Aglar ibn Umar, Khan (1847–1859)
- Jafar ibn Aglar, Khan (1877–1877)

## Châu Đại Dương

### Australia
Australia
- Thuộc địa New South Wales –

Thuộc địa của Anh, 1788–1900

### Thái Bình Dương
Chile
- Đảo Phục Sinh –

- Te Ravarava (Terava Rara), Vua (?)
- Tehitehuke, Vua (?)
- Te Rahai or Terahai, Vua (?)
- Te Huke, Vua (?)
- Tuu, from Mata Nui (Ko Tuu?), Vua (c.1770)
- Hotu Iti, Vua (1773)
- Honga, Vua (?)
- Te Kena, Vua (?)

Polynesia thuộc Pháp
- Alo –

- Mala'evaoa, Vua
- Nimo o le Tano'a, Vua
- Veliteki, Vua (1748–1756)
- Không xác định, Vua (1756–1784)
- Fonati, Vua (1784–c.1839)

- Vương quốc Bora Bora –

- Teri'imaevarua I, Ari'i Rahi (?–1778)
- Tapoa I, Vua (1772–1812)

- Vương quốc Huahine –

- Tehaʻapapa I, Người cai trị tối cao trên thực tế (1760–1790)
- Teriʻitaria I, Vua (1790–1793)
- Tenania, Vua (1793–1810)

- Sigave –

- Tuikamea, Vua (1784–?)
- Inosiopogoi, Vua (cuối thế kỷ 18)
- Latuka, Vua (?–1800)
- Vanae, Vua (1800–1839)

- Vương quốc Tahiti –

- Pōmare I, Vua (1791–1803)

- Uvea –

- Manuka, Vua (1767–1810)

New Zealand: Niue
- Quốc vương của Niue –

- Puni-mata, Patu-iki (c.1700–?)
- Patua-valu, Patu-iki (?)

Tonga
- Đế chế Tuʻi Tonga –

- Kafoamotalau, Vua (?)
- Tuʻionukulave, Vua (?)
- Silivakaifanga, Vua (?)
- Fuatakifolaha, Vua (?)
- Tupoulahi, Vua (?)
- Maealiuaki, Vua (?)
- Mumui, Vua (?)
- Toafunaki, Vua (c.1790)
- Mulikihaʻamea, Vua (?)

- Đế chế Tuʻi Tonga –

- Mumui, Tuʻi Kanokupolu (?)
- Tukuʻaho, Tuʻi Kanokupolu (1793–1799)
- Maʻafu-ʻo-limuloa, Tuʻi Kanokupolu (1799)
- Tupoumālohi, Tuʻi Kanokupolu (1799–1812)

Vương quốc Anh: Pitcairn
- Quần đảo Pitcairn –

- Fletcher Christian, Nhà lãnh đạo (1790–1793)
- Ned Young, Nhà lãnh đạo (1793–1800)
- John Adams, Nhà lãnh đạo (1800–1829)

Hoa Kỳ: Hawaii
- Kauai –

- Kualii, Vua (?–1730)
- Peleioholani, Vua (1730–1770)
- Kamakahelei, Vua (1770–1794)
- Kaumualiʻi, Vua của Kaua'i và Ni'ihau (1794–1810)

- Đảo Hawaiʻi –

- Keaweʻīkekahialiʻiokamoku, người đồng cai trị với người vợ cùng cha khác mẹ Kalanikauleleiaiwi (1695–1725)
- Alapaʻinui, thủ lĩnh tối cao (1725–1754)
- Keaweʻōpala, thủ lĩnh tối cao (c.1754)
- Kalaniʻōpuʻu, thủ lĩnh tối cao (1754–1782)
- Kīwalaʻō, thủ lĩnh tối cao (1782)
- Kamehameha I, thủ lĩnh tối cao (1782–1795)

- Vương quốc Hawaii –

- Kamehameha I, Vua (1795–1819)